# El Alto
El Alto es una ciudad y municipio de Bolivia, ubicado en la provincia de Murillo del departamento de La Paz, al oeste del país en la meseta altiplánica. El Alto es la ciudad más poblada del departamento y la segunda ciudad más poblada de Bolivia. 
Inicialmente, El Alto nació como una extensión del crecimiento de La Paz (pues esta es el área geográfica adyacente a La Paz, mas proxima hacia la cual, La Paz podia crecer, por ser plana y adyacente). Ambas ciudades son contiguas, una respecto de la otra, siendo que La Paz esta ubicada en el cañón que esta localizado hacia el este del Alto, por lo que se podría decir que los diferentes distritos del oeste de La Paz, vienen a ser los bajos de El Alto (es mas, desde los bordes orientales de El Alto, y donde comienza La Paz, se puede ver la hermosura de esta ciudad). Es por ello que La Paz y El Alto, forman una continuidad, y hasta el nombre de aquella se debe a que El Alto, esta ubicado en los altos de La Paz. Baste decir que antes de llamarse esta ciudad "El Alto," a secas, se llamaba: "El Alto de La Paz."
Política y administrativamente, El Alto fue creado como una entidad municipal independiente y con el rango de ciudad el 6 de marzo de 1985, debido a que la municipalidad de La Paz, a la que pertenecía inicialmente, ya no se daba abasto para satisfacer las necesidades de los distritos de El Alto. Fue por ello por lo que sus habitantes decidieron separarse administrativamente, lo que se consiguió, recién en 1985, por lo que esta ciudad es considerada como una de las ciudades más jóvenes de Bolivia. Debido a su estrecha cercanía con la ciudad de La Paz, la ciudad de El Alto forma parte del área metropolitana de La Paz. El área metropolitana de El Alto-La Paz, conformada por los municipios vecinos, forma la segunda urbe metropolitana más grande de Bolivia, 2'187,233 habitantes, siendo superada solo por el área metropolitana de Santa Cruz, con 2.3 millones de habitantes. Tomando en cuenta la superficie municipal, El Alto es el municipio más densamente poblado de Bolivia con una densidad de 2415,2 habs./km² (según el censo INE 2012). 
En la ciudad se encuentra ubicado el aeropuerto internacional El Alto, uno de los principales aeropuertos de Bolivia. En cuanto al aspecto económico, El Alto se ha caracterizado por poseer una gran e intensa actividad comercial. En la ciudad existen alrededor de 5600 pequeñas y medianas empresas, fábricas y plantas de procesamiento de hidrocarburos. Es también el lugar de exportación de los recursos minerales del país y materia prima procesada. El Alto es una de las ciudades con más rápido crecimiento económico del país.
Su rápido crecimiento económico ha convertido a la ciudad de El Alto en un lugar de asentamiento de inmigrantes de otras localidades de Bolivia, en especial de personas del área rural del país, provenientes mayoritariamente de los departamentos de La Paz, Oruro, Potosí, Cochabamba y Chuquisaca, y en menor medida también de Santa Cruz y el Beni.
Debido a las relaciones comerciales, la afinidad cultural y la cercanía con el Perú, la ciudad de El Alto también se ha convertido desde la década de 1990 en destino de inmigración de personas procedentes de ese país.
El principal centro de estudios superiores es la Universidad Pública de El Alto (UPEA). La ciudad cuenta además con una orquesta sinfónica, museos y otras instituciones culturales.

## Toponimia
La zona de la actual ciudad de El Alto tuvo diferentes denominaciones a través del tiempo. Antes de la época colonial, la zona de El Alto era conocida por los pobladores de la región como Alax Pacha, que significa "mundo de arriba", debido a su altitud. Ya durante la colonización española, a partir de 1600, su nombre cambió a Ichu Kollo, que significa cerro o colina donde abunda la paja, y luego fue denominada Altos de Chacaltaya, por su cercanía con el nevado homónimo.
La zona de El Alto, ha tenido algunos otros nombres (ademas de los mencionados) como: Cruz Pata y Altupatamarka. Pata en Quechua describe a una superficie plana, lo que expresa perfectamente, la principal característica de El Alto, esto es de ser una amplia superficie plana. El nombre Altupatamarka, es un nombre compuesto de la quechuizacion del nombre "Alto," que en ese idioma seria: "Altu." Ya hemos visto que significa "Pata," y "Marka," tiene un significado muy similar, tanto en Quechua como en Aymara: Pueblo, ciudad, asentamiento urbano, etc. En síntesis, el nombre Altupatamarka significaria, "El pueblo de la Altiplanicie." Una perfecta descripción de la ciudad de "El Alto."
Posteriormente, los españoles lo denominaron como Altos de Lima, porque era el paso obligado desde la zona Garita de Lima se ascendía por lo que hoy es La Portada para salir por lo que en la actualidad es Alto Lima, rumbo precisamente a Lima, Perú. Otro nombre que tuvo fue Altos de Nuestra Señora de La Paz, y después del cerco de 1781, liderado por Túpac Katari y Bartolina Sisa, pasó a llamarse Altos de la Batalla. Finalmente, el 6 de marzo de 1985, cuando se promulgó la Ley 628, se denominó al nuevo municipio como El Alto, quedando de esta manera su nombre actual.

## Historia

### Época virreinal
El 23 de octubre de 1548, Alonso de Mendoza, que llegaba desde Laja, hizo un alto al borde de la planicie que actualmente constituye El Alto. Desde este lugar, actualmente La Ceja, pudo apreciar con su vista panorámica el valle de Chuquiago Marka, donde se fundaría Nuestra Señora de La Paz. Con la llegada de los conquistadores españoles la actual ciudad de El Alto resultó una de las vías principales para la circulación de la inmigración hacia Chuquiago. Los españoles, desde Chuquiago, al ver las alturas de la serranía y la altiplanicie cercana al valle de donde descendieron, la llamaron "Altos de Nuestra Señora de La Paz".
Durante el cerco a La Paz los aliados de Túpac Katari construyeron refugios temporales desde donde controlaban el cerco que habían establecido. Tras la revolución de 1809,  la cabeza de Pedro Domingo Murillo, fue expuesta en el lugar por entonces denominado Altos de Nuestra Señora de La Paz o Alto Pata.En el marco de la revolución se libró el 25 de octubre de 1809 la batalla de Chacaltaya, cercano al lugar actual de El Alto, que fue un enfrentamiento armado entre los patriotas, al mando de José Gabriel Castro, y los realistas, al mando de José Manuel de Goyeneche. Ésta es considerada la primera batalla armada de la guerra de independencia de Hispanoamérica y por tanto también de Bolivia.
En 1810 existían en el sector algunas casas que servían de hospedaje a los comerciantes que transitaban entre Lima, Cusco, Potosí y Sucre.

### Época republicana

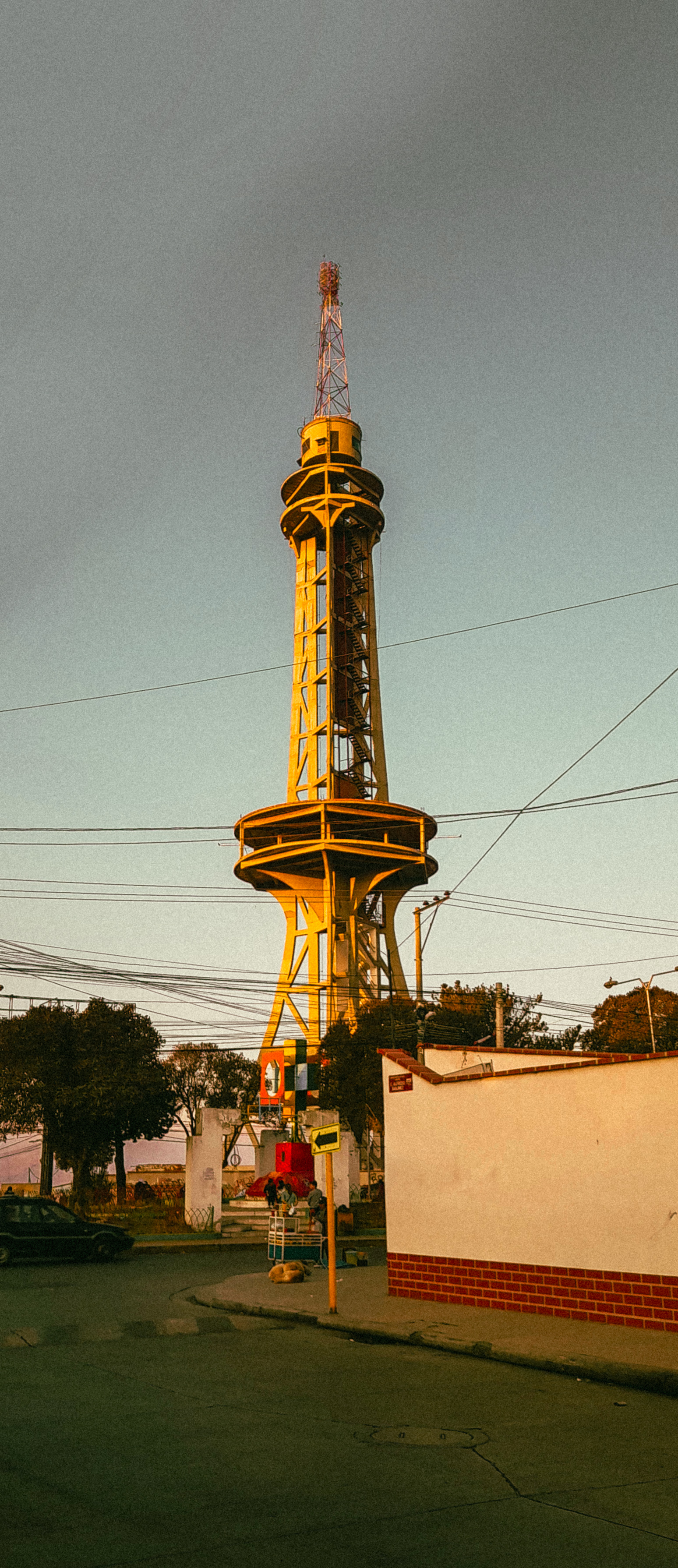
Ciudad Satélite en la zona de La Ceja

Existen referencias al sector en las actas de demarcación de parroquias de Nuestra Señora de La Paz desde la época republicana. Allí se indican "los altos de esta ciudad" (La Paz) como dependientes de las jurisdicciones de las parroquias de San Pedro y San Sebastián.
Las tierras de Alto Pata a inicios del siglo XX pertenecían a hacendados como Julio Téllez, Jorge Rodríguez, Adrián Castillo, Raúl Jordán, Francisco Loza, y la familia Zalles.
La existencia de instalaciones de la Bolivian Railway Co. hizo que muchos de los trabajadores de esta empresa que se refugiaban en Cruz Pata construyeran viviendas precarias allí. En 1904 se puso en funcionamiento el Ferrocarril La Paz-Guaqui y La Paz-Arica y en 1912 se iniciaron los trabajos para la construcción de lo que ahora es el Aeropuerto Internacional de El Alto a la vez que se creó la Escuela de Aviación.
La delimitación eclesiástica existente en 1919 cuyas fincas y comunidades estaban comprendidas en las Parroquias de San Pedro, del Buen Pastor y San Sebastián son el precedente de los primeros barrios y urbanizaciones de El Alto.
Los primeros años de la década de 1940 marcan el inicio de los proyectos de urbanización de El Alto. Hasta entonces existían en el lugar instalaciones de apoyo y servicio del Lloyd Aéreo Boliviano, del Ferrocarril La Paz-Guaqui entre otras. Al acelerarse el proceso de urbanización en La Paz aumentó la demanda de suelo urbano que fue aprovechado por los propietarios de las tierras en El Alto para promover la urbanización del sector.
Comunidades antiguas como Charapaqui, Yunguyo y Chiji Pampa correspondientes a la actual Villa Mariscal Sucre tomaron iniciativas para la urbanización. El primer proyecto de urbanización elaborado como tal se realizó en 1942, el 14 de septiembre Julio Téllez Reyes, propietario de las tierras del sector, inauguró Villa Dolores, esta zona cercana a la carretera a Oruro fue la primera de la ciudad.
La parada militar realizada el 12 de octubre de 1943 definió la fecha de conmemoración del aniversario de El Alto de La Paz.
Posteriormente se establecieron nuevos proyectos urbanos, todos ellos de iniciativa privada, como Villa Ballivián, Villa 16 de julio, 12 de octubre, Villa Bolívar y parte de Villa Adela, que hasta entonces se habían considerado barrios marginales de La Paz. La conexión con la ciudad de La Paz se realizaba a través de la Avenida Naciones Unidas hoy conocida como camino antiguo. Planos no oficiales de época muestran que hubo varios proyectos de urbanización, como los trazados con formas circulares en El Alto Sur, que nunca fueron concretados.
Con la publicación del Reglamento de parcelación de la Ciudad de La Paz se señalaron tres tipos de uso de suelo para El Alto, Zona Norte: comercio vecinal y vivienda, Zona Sureste: residencial y desde la carretera a Viacha hasta la línea férrea La Paz Oruro: industrial.
La ciudad de El Alto se ha caracterizado por una fuerte tradición de autoorganización que se refleja en la existencia de las juntas vecinales que surgieron junto al establecimiento de las urbanizaciones. El 26 de marzo de 1945 se formaron las primeras juntas de vecinos en la actual zona Sur de El Alto y meses más tarde se fundó la junta de vecinos de Villa Dolores, cuyo primer presidente fue Hilarión Camacho.
En 1947, el ciudadano Manuel Chávez organizó la junta vecinal de Alto Lima, en la parte norte de la meseta. Poco después se fundaron la de Villa Ballivián y la de 16 de julio. En 1957 surgió el Consejo Central de Vecinos de El Alto que impulsó la construcción del mercado Santos Mamani y de las escuelas Iturralde y Ballivián, además de la creación de la cuarta sección municipal de la provincia Murillo, con El Alto como capital que se consolidaría más adelante.

#### Subalcaldía
El 23 de abril de 1970, el alcalde de La Paz, Hugo Suárez Guzmán, aprobó la Ordenanza Municipal 116/70, mediante la cual se crea la Subalcaldía de El Alto de La Paz. El 3 de mayo de ese año, Jaime Machicao Méndez fue designado primer subalcalde.

#### Capital de Sección Municipal
El 6 de marzo de 1985, el Congreso Nacional sancionó la Ley 728, que dice: 

“Créase la cuarta sección municipal de la provincia Murillo con su capital El Alto de La Paz, del departamento de La Paz...”.

#### Ciudad
Durante del Gobierno de Víctor Paz Estenssoro se promulgó la Ley 1014, del 26 de septiembre de 1988, que eleva a rango de ciudad a la capital de la cuarta sección municipal de la provincia Murillo del departamento de La Paz. Definiéndose de esta manera una administración política y administrativa diferenciada de la de la ciudad de La Paz de la cual hasta ese momento había sido parte. Tras establecerse el estatus de ciudad se procedió a la definición de la división administrativa de la nueva ciudad en siete distritos, seis urbanos y uno rural.

### SigloXXI

#### La Guerra del Gas

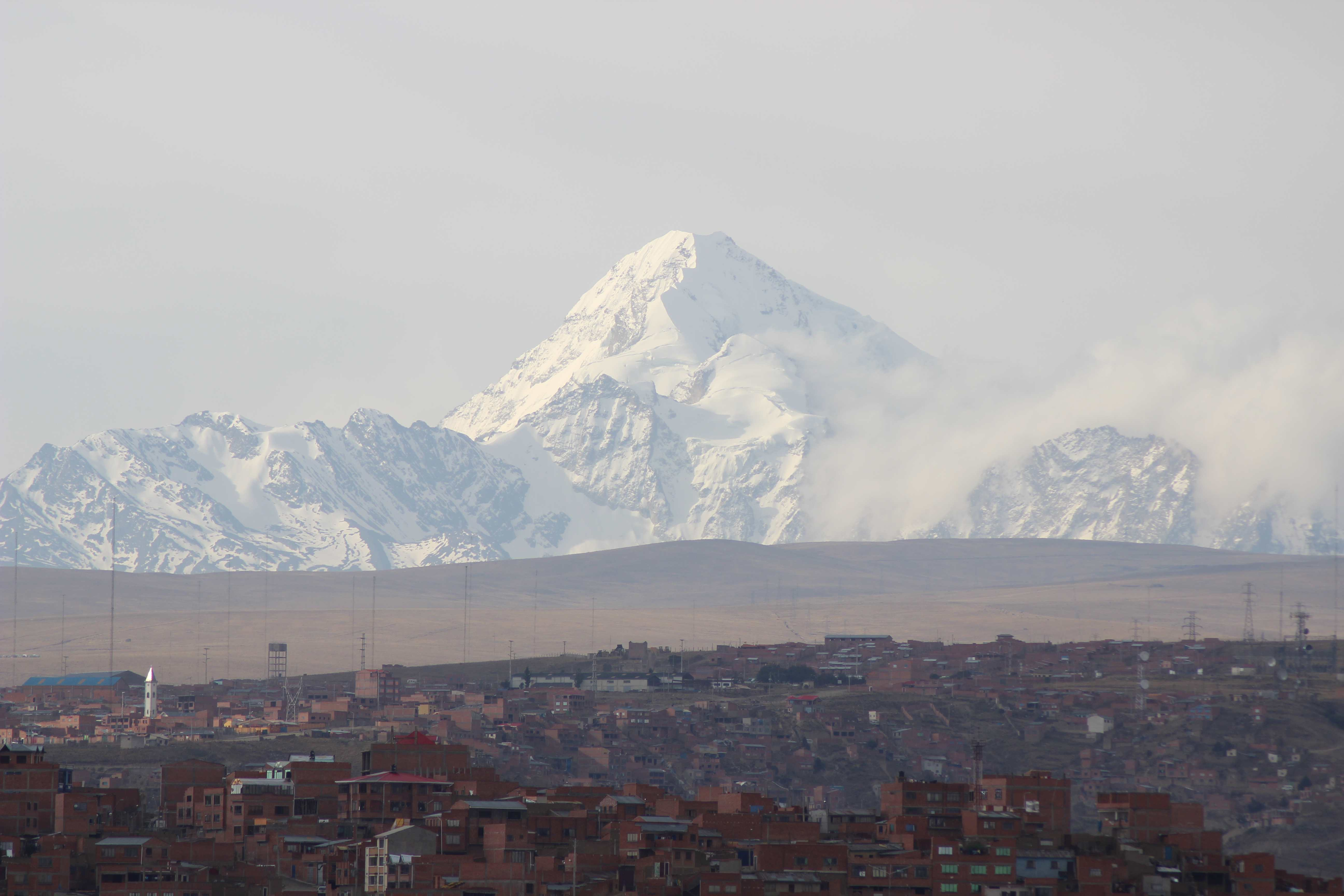
El Alto con el Huayna Potosí de fondo.

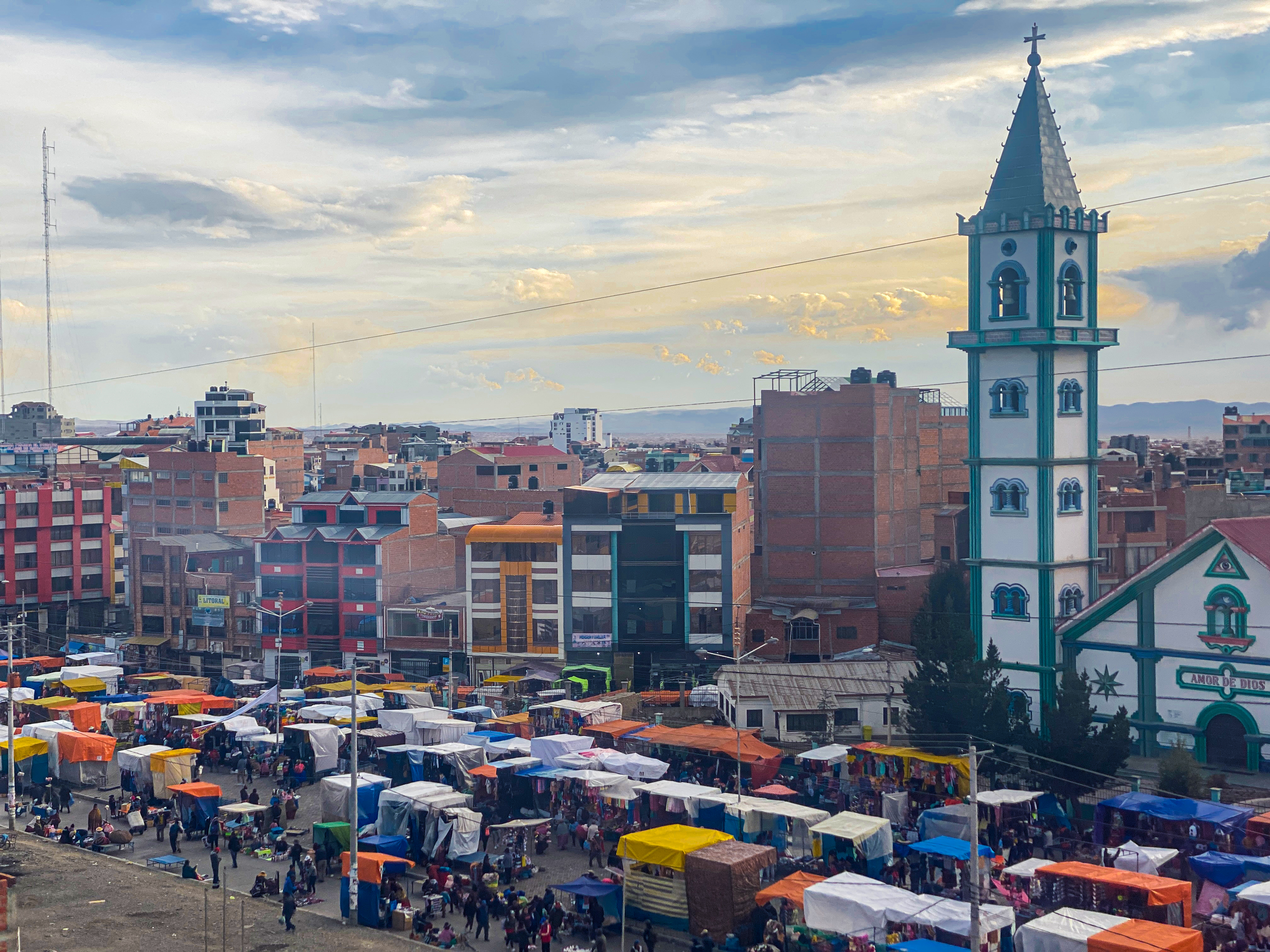
Iglesia Amor de Dios en El Alto.

El Alto lideró la movilización en 2003 en lo que se denominó la Guerra del Gas y que marcó un punto de inflexión en la política nacional boliviana, levantándose por la defensa de los recursos hidrocarburíferos (gas y petróleo). Bajo el lema “El gas no se vende, ni por Chile ni por Perú” y “Sí a la industrialización” El Alto se sublevó contra las políticas de Gonzalo Sánchez de Lozada, gobierno que la población consideraba ajeno a los intereses del país, principalmente de las familias más pobres, a causa del abandono de las necesidades básicas como educación salud y mejoras salariales.
La movilización de los alteños durante más de un mes de conflictos sociales y una dura represión dejó más de 60 personas fallecidas, el evento fue conocido como la "masacre de octubre", una serie de sucesos en donde habrían fallecido alrededor de 50 personas. Gonzalo Sánchez de Lozada renunció a la presidencia el 17 de octubre de 2003.
En mayo y junio del 2005, El Alto participó en las marchas campesinas que confluyeron en la plaza San Francisco de La Paz para exigir la nacionalización de los hidrocarburos a la Asamblea Constituyente y un juicio de responsabilidades para el expresidente Gonzalo Sánchez de Lozada, demandas que fueron postergadas por la convocatoria a Elecciones Generales. El congreso en Sucre aceptó la renuncia de Carlos Mesa el 9 de junio y la presión popular obligó a renunciar a la sucesión a Hormando Vaca Díez y Mario Cossío, asumiendo la presidencia el abogado y político Eduardo Rodríguez Veltze para convocar a las elecciones generales.
En reconocimiento a su rol en la conformación del Estado Plurinacional, la ciudad de El Alto, fue declarada por ley sancionada por el Senado: "Ciudad Revolucionaria, Heroica y Defensora de los Recursos Naturales," el 6 de marzo del 2015, conmemorando el 30.º aniversario de existencia.

## Organización político-administrativa
El 6 de marzo de 1985 en el marco de la Ley N° 628, el Congreso de la República creó la Cuarta Sección Municipal de la Provincia Murillo con su capital El Alto, posteriormente, El 26 de septiembre de 1988 el Congreso promulgó la Ley N°1014 que eleva a El Alto a rango de ciudad. El municipio de El Alto cuenta con una superficie de 387,56 km² que representa el 7,58% de la superficie total de la Provincia Murillo. Cuenta con 14 distritos, 9 urbanos y 5 rurales, el 40,24%de la superficie territorial es área urbana y el 59,76% rural.[cita requerida]
La ciudad es administrada por el Gobierno autónomo de la ciudad de El Alto que identifica 14 distritos que componen la metrópoli. La gestión de muchos proyectos y obras se descentralizan a través de estas entidades: Los distritos, cada una de ellas a la cabeza de un sub-alcalde.
| Distritos que conforman el municipio de El Alto |                                |                        |                                    |                            |
|                                                 |                                |                        |                                    |                            |
| Distritos                                       | Población (Hab.) Censo de 2012 | Categoría del Distrito | Superficie en Kilómetros Cuadrados | Densidad de Habitantes/km² |
| Distrito Municipal 1                            | 87 997                         | Urbano                 | 10.23 km²                          | 8.601 hab/km²              |
| Distrito Municipal 2                            | 73 939                         | Urbano                 | 11.98 km²                          | 6.171 hab/km²              |
| Distrito Municipal 3                            | 144 828                        | Urbano                 | 17.74 km²                          | 8.163 hab/km²              |
| Distrito Municipal 4                            | 107 147                        | Urbano                 | 18.47 km²                          | 5.801 hab/km²              |
| Distrito Municipal 5                            | 104 226                        | Urbano                 | 15.76 km²                          | 6.613 hab/km²              |
| Distrito Municipal 6                            | 90 538                         | Urbano                 | 15.38 km²                          | 5.886 hab/km²              |
| Distrito Municipal 7                            | 44 535                         | Urbano                 | 29.86 km²                          | 1.487 hab/km²              |
| Distrito Municipal 8                            | 121 843                        | Urbano                 | 41.01 km²                          | 2.971 hab/km²              |
| Distrito Municipal 9                            | 1 720                          | Rural                  | 13.26 km²                          | 139 hab/km²                |
| Distrito Municipal 10                           | 785                            | Rural                  | 38.34 km²                          | 20 hab/km²                 |
| Distrito Municipal 11                           | 1 081                          | Rural                  | 9.83 km²                           | 109 hab/km²                |
| Distrito Municipal 12                           | 19 816                         | Urbano                 | 8.30 km²                           | 2.387 hab/km²              |
| Distrito Municipal 13                           | 2 085                          | Rural                  | 180.91 km²                         | 11 hab/km²                 |
| Distrito Municipal 14                           | 47 912                         | Urbano                 | 16.96 km²                          | 2.825 hab/km²              |

### Principales barrios
Las zonas más importantes son:

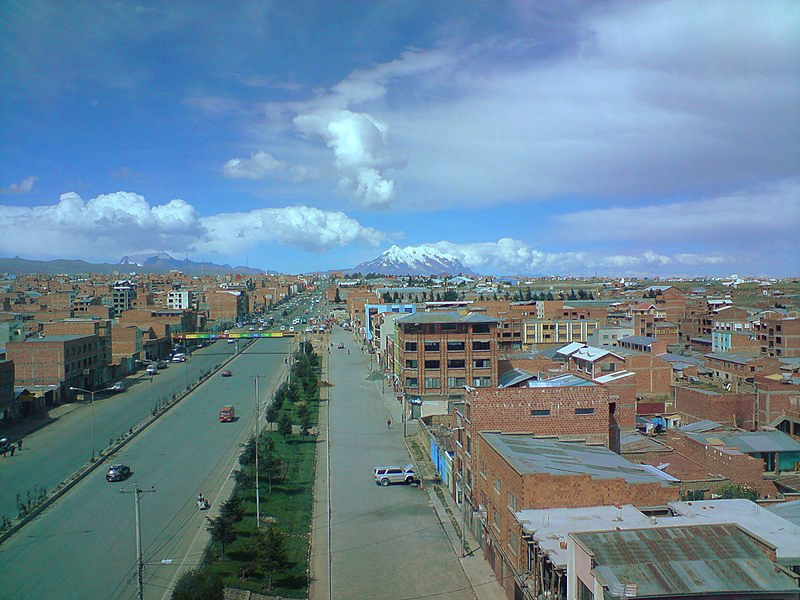
La avenida Juan Pablo II, una de las vías principales de la ciudad

- 1.º de mayo (habitada originalmente por trabajadores fabriles)
- La Ceja
- 16 de julio (zona comercial de El Alto)
- Alto Lima
- Ballivián
- Complejo
- Convifag
- Ciudad Satélite
- El Kenko
- Germán Busch
- Kollpani
- Mercedario
- Villa Ingenio
- Nuevos Horizontes
- Cupilupaca
- Río Seco
- Senkata
- Puente Vela

- Villa Santa Rosa
- Santiago I
- Santiago II
- Villa Adela (habitada originalmente por empleados de las FF.AA.)
- Villa Alemania
- Villa Exaltación
- Villa Dolores
- Villa Ingavi
- Villa Bolívar "E"
- Villa Bolívar "B"

## Elecciones

### Elecciones Subnacionales de 2010
- Elecciones Subnacionales de 2010 para alcalde por el municipio de El Alto para el periodo 2010-2015 [18][19]

|  | 38,76 % |

|  | 30,42 % |

|  | 24,36 % |

|  | 3,90 % |

|  | 2,56 % |

### Elecciones Subnacionales de 2015
- Elecciones Subnacionales de 2010 para alcalde por el municipio de El Alto para el periodo 2010-2015 [21]

|  | 54,49 % |

|  | 32,34 % |

|  | 5,85 % |

|  | 2,31 % |

|  | 1,99 % |

|  | 1,75 % |

|  | 1,27 % |

## Demografía

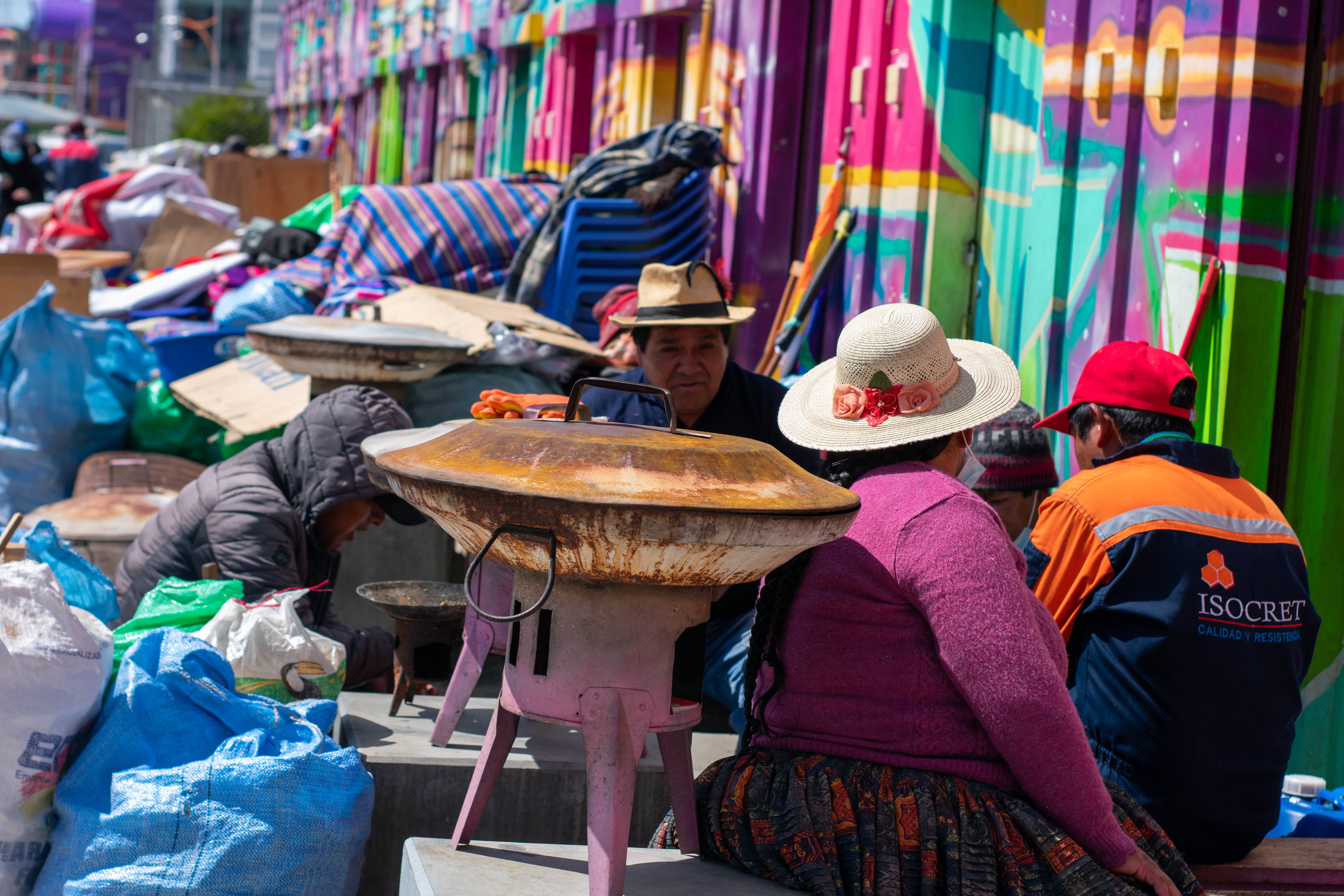
El barrio de Villa Dolores

De acuerdo con el censo boliviano de 2024, la población del municipio de El Alto es de 885 035 habitantes.
El municipio de El Alto, es un municipio altamente urbanizado. La población del municipio de El Alto aumentó más del doble entre 1992 y 2024:
| Año  | Habitantes (municipio) | Habitantes (ciudad) | Fuente                  |
| ---- | ---------------------- | ------------------- | ----------------------- |
| 1992 | 414 528                | 405 492             | Censo boliviano de 1992 |
| 2001 | 649 958                | 647 350             | Censo boliviano de 2001 |
| 2012 | 848 452                | 846 880             | Censo boliviano de 2012 |
| 2024 | 885.035                | -                   | Censo boliviano de 2024 |

El 99,8% de la población total vive en el área urbana del municipio, en cambio solo un 0,2% viven en las áreas rurales del municipio.
La población de El Alto está constituida por migrantes establecidos principalmente durante los años 1976 y 1986. Una importante población de campesinos del Altiplano norte migraron a este municipio debido a las condiciones agrícolas que imperaban en sus tierras, otro fuerte flujo provino de las minas producto de la relocalización de trabajadores mineros por la caída de precio del estaño en 1982 y 1985. Esta población provenía de territorios de predominio aimara del departamento de La Paz, así como de los Yungas y de las poblaciones aledañas al lago Titicaca. También existe una importante migración proveniente de la ciudad de La Paz, se calcula que aproximadamente 2500 habitantes migran de la ciudad de La Paz a El Alto por año (Garfias y Mazurek, 2005). La población migrante se caracteriza por encontrarse en edad de trabajar, por tener pocos hijos y ser joven.[cita requerida]
El Alto actualmente cuenta con una población intercultural como producto del origen de múltiples procedencias de sus habitantes. De esta manera, en la cotidianidad alteña se encuentran expresiones culturales andinas que expresan el sincretismo entre la religiosidad católica y la religiosidad ancestral formando la religiosidad católica popular. Las entradas festivas patronales que existen prácticamente en todas las zonas son expresión clara de ello. Otra modalidad de encuentro y simbiosis cultural son las ch´allas, los mercados populares y las ferias callejeras, donde coexisten en un solo territorio la tradición con la modernidad y la posmodernidad occidental. Se añade que en las costumbres referidas a la culinaria y la música, son expresiones donde se hacen más visibles estos sincretismos culturales.

## Deportes

El Estadio Municipal de El Alto

Con el desarrollo avanzado de la ciudad, se edificaron espacios deportivos de varias disciplinas como el fútbol con el Estadio Municipal, inaugurada el mes de julio de 2017.
| Equipo            | Escudo | Fund. | Apodo           | Estadio                      | Presidente   | Entrenador  | patrocinador                      | Indumentaria | liga                  | web            | uniforme |
| ----------------- | ------ | ----- | --------------- | ---------------------------- | ------------ | ----------- | --------------------------------- | ------------ | --------------------- | -------------- | -------- |
| Club Always Ready |        | 1933  | "La banda roja" | Estadio Municipal de El Alto | Andrés Costa | Pablo Godoy | Universidad Tecnológica Boliviana | Marathon     | Primera División 2021 | alwaysready.bo |          |

## Economía

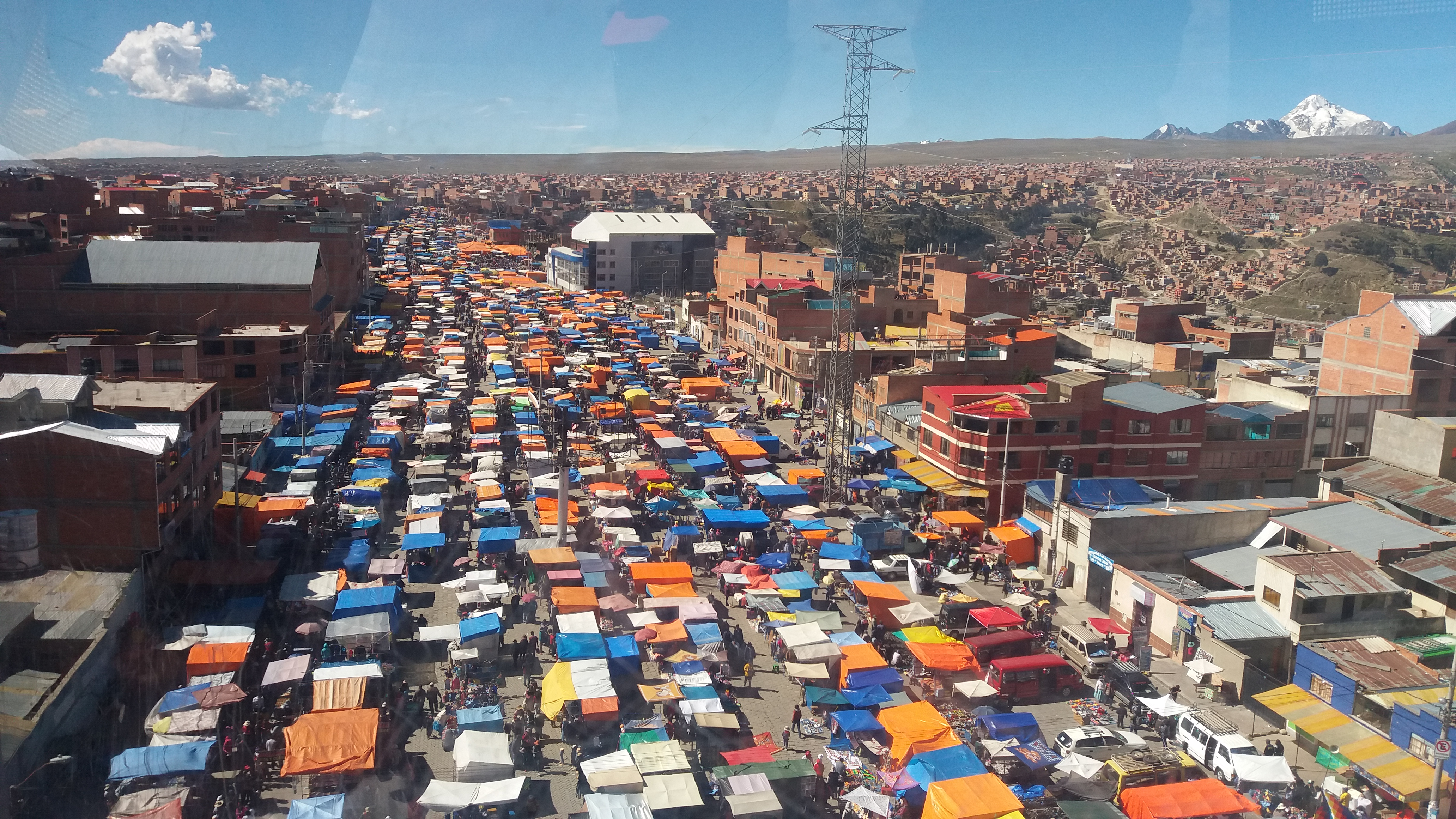
La feria 16 de julio, una de las ferias más grandes de Latinoamérica.

La población en El Alto aprovecha y transforma los recursos locales. El Alto es una ciudad en crecimiento que se mueve al ritmo del mercado de alimentos, ropa confeccionada en pequeñas unidades industriales, ropa usada, etc. De hecho, los mercados son una característica imperante de El Alto, la Feria 16 de julio que se realiza los jueves y domingos, donde se venden productos muy diversos, así como mercados instalados en varios distritos e incluso en La Ceja, muestran un panorama típico comercial e industrial de la ciudad. En El Alto se pueden encontrar numerosos centros comerciales con variedad de tiendas y patios de comida. De la misma manera, cuenta con varios lugares de hospedaje y hoteles, incluyendo uno de 5 estrellas.

### Actividades productivas
La población económicamente activa en El Alto era de 287.820 personas y el desempleo se situaba en el 7,1% siendo el más elevado entre las ciudades del eje troncal de Bolivia (La Paz, Cochabamba, Santa Cruz).
Por su ubicación, El Alto es un punto estratégico para la producción puesto que es el acceso por vía aérea y terrestre hacia la ciudad de La Paz, es también un punto de conexión con los puertos de Ilo (593 km), Arica (457 km) y Matarani (787 km) en el Pacífico. Se conecta a Oruro a través de la Av. 6 de marzo – Carretera a Oruro, parte de la Ruta F-1, que conecta con la carretera hacia Arica como también con Cochabamba, y por la Av. Juan Pablo II-Carretera Panamericana se conecta al Desaguadero.
En lo referente a infraestructura para la producción, El Alto cuenta con condiciones para el desarrollo de actividades industriales (conexiones de energía eléctrica de alta tensión, redes de gas natural, telefonía local e internacional, conexiones de fibra óptica), pero estos servicios todavía no han alcanzado a cubrir la totalidad de su superficie. El Alto cuenta con una diversidad de tamaños que hacen a su lógica productiva, en cuyo extremo están las unidades económicas que surgen a partir de iniciativas de autoempleo, con una lógica de subsistencia. Estas unidades presentan una importante participación del trabajo familiar no remunerado constituyéndose en su principal factor de subsistencia. También existe un importante conjunto productivo donde se combinan lógicas empresariales con las de subsistencia, el trabajo asalariado con la participación de los titulares de la unidad económica en el proceso productivo.
Las principales actividades económicas que generan empleo en El Alto y que concentran al 52,22% de la población son: construcción, transporte automotor de pasajeros, ventas al por menor, fabricación de prendas de vestir, servicios de expendio de comidas, venta al por menor en establecimientos no especializados, servicio doméstico, fabricación de tejidos y artículos de punto y ganchillo, educación secundaria de formación general y fabricación de muebles de madera.

### Manufactura
La Cámara Nacional de Industrias (CNI) en 2004 ha registrado un total de 5.045 empresas manufactureras en El Alto, de las cuales el 90,6% son microempresas (con 4 o menos trabajadores), el 7,7% son pequeñas (emplean entre 5 y 19 trabajadores), el 1% son medianas (emplean entre 20 y 49 trabajadores), y el 0,7% son grandes (emplean a más de 50 trabajadores). El mismo censo muestra que un gran porcentaje 71% de los establecimientos industriales en El Alto se concentra en los rubros de fabricación de prendas de vestir, fabricación de muebles, fabricación de productos metálicos para uso estructural, fabricación de tejidos y artículos de punto y ganchillo y elaboración de productos de panadería.
En lo referente a distribución de la actividad productiva por distritos, se tiene que el distrito 4 es donde se encuentran el mayor número de establecimientos manufactureros, de los cuales el 80% son de tamaño micro. El distrito 2 es el que concentra la mayor cantidad de industrias manufactureras de tamaño grande.
Establecimiento manufacturero por distrito y por tamaño
| Actividad económica | Totales | Micro | Pequeño | Mediano | Grande |
| Distrito 1          | 746     | 698   | 53      | 6       | 4      |
| Distrito 2          | 493     | 411   | 49      | 21      | 12     |
| Distrito 4          | 892     | 800   | 83      | 6       | 3      |
| Distrito 5          | 547     | 504   | 35      | 2       | 6      |
| Distrito 8          | 127     | 121   | 4       | 2       |        |

La división del tamaño de los establecimientos es de 1-4 trabajadores es considerado un micro establecimiento; de 5-19 trabajadores un pequeño establecimiento, de 20-49 trabajadores mediano y mayor a 50 trabajadores grande.

#### Lógicas productivas
En lo referente a las lógicas productivas, según los datos del censo de la Cámara Nacional de Industria, CNI, se presenta un elevado nivel de asociación entre la lógica productiva y el tamaño de la empresa: en las grandes empresas censadas, la proporción de personal no remunerado llega al 2,7% y en las medianas, el porcentaje es de 3,3%. En empresas medianas y grandes, estos reducidos porcentajes de personal no remunerado corresponden típicamente a los dueños de las empresas, que ocupan cargos directivos. Su remuneración consiste en las utilidades de la empresa.
En cambio la proporción de personal no remunerado en empresas pequeñas y micro es de 31,5% y 70,3%, respectivamente. Esto significa que la lógica predominante entre las pequeñas y, particularmente, las microempresas, ya no es la lógica empresarial de búsqueda de ganancia, sino la lógica de supervivencia de la unidad familiar.
La diferencia en las lógicas productivas marca la identidad misma de los agentes económicos:los pequeños productores usualmente se definen a sí mismos como artesanos, y muchos utilizan las categorías de “maestro” y “aprendiz” para las ocupaciones del taller. El capital con el que estos agentes empiezan su actividad económica consiste usualmente en préstamos de familiares y amigos, o ahorros acumulados durante su vida de asalariados.
Por otro lado, las diferencias en las lógicas productivas se reflejan en las diferencias en cuanto a acceso al crédito, segmentos de mercado, negociación con las autoridades, etc. El acceso al crédito es marcadamente diferente para las pequeñas unidades económicas en las que prevalece la lógica de la supervivencia, que para las grandes unidades económicas en las que prevalece la lógica de la ganancia.
Otro punto importante que diferencia a los actores económicos según su lógica productiva, es la relación con las autoridades. Los pequeños productores tienen como interlocutor principal al gobierno municipal y usualmente sus demandas están referidas a contar con mayores y mejores espacios de comercialización (Rossell y Rojas, 2000). Los grandes productores tienen como principal interlocutor al gobierno nacional y su relacionamiento con las autoridades es individual En lo referente a asociatividad el informe del CNI revela que en El Alto el 90,7% de los pequeños y micro establecimientos nunca se asociaron para ninguna actividad conjunta, y sólo el 8,8% de los establecimientos encuestados está afiliado a un gremio.
Un trabajo de investigación enfocado al tema de las redes sociales entre los pequeños productores alteños en el rubro de confecciones (Samanamud et. al., 2002), muestra la importancia de las redes familiares de los pequeños productores en confecciones, en situaciones
clave para las unidades económicas, tales como el inicio de un nuevo taller, la obtención de un crédito o de un puesto de venta. Sin embargo, estas redes no promueven la asociatividad de los pequeños productores, más bien permiten que cada actor económico mantenga al máximo su autonomía con respecto a los demás.
En cuanto a las asociaciones gremiales en El Alto, se puede constatar que si bien los pequeños productores usualmente no participan en agrupaciones gremiales en cuanto titulares de talleres, al momento de obtener un puesto de venta en una feria o mercado urbano deben necesariamente afiliarse a un gremio, para formalizar su relación (en tanto comerciantes) con las autoridades municipales (Rossell y Rojas, 2000).
Por otro lado, se tiene al grupo social de empresarios aymaras que, hasta ahora ha destacado en la investigación social (Toranzo C. 2008, GuayGua 2010), la vida económica de los empresarios aymaras nos permite saber que copan segmentos importantes del comercio al por mayor y menor en varios rubros, además del transporte y, en menor medida, la manufactura. Cuando se hallan en la actividad comercial diversifican las plazas que ocupan, instalando puestos de venta en diferentes barrios y ferias urbanas. En cuanto al transporte, prácticamente copan el transporte urbano en la región metropolitana de La Paz. Son menos conocidos y, aparentemente, menos numerosos, los empresarios aymaras manufactureros.
El rubro de confecciones es otro grupo relevante de esta urbe, estudios realizados sobre el rubro de las confecciones han detectado que la forma más común de agregar la oferta de grupos de pequeños productores es a través de los “caseros”, (Samanamud et. al., 2002) que son
intermediarios que compran al por mayor la producción de varios pequeños talleres, para llevarlos a ciudades del interior o a puntos fronterizos, como el Desaguadero (Rossell y Rojas, 2001). Es de esperar que este tipo de articulación de pequeños productores que sea menos rentable que los consorcios para exportación, pero es menos exigente en términos de calidad y permite a los productores mantener cierta autonomía en cuanto a la organización del proceso — por cuanto no tienen que depender de lo que suceda en otro taller— y, además, es menos riesgoso (Rossell y Rojas, 2000).
El rubro de carpinteros que es también muy importante y representativo de esta ciudad que cuenta con su propia organización que los representa y que la alcaldía ya ha desarrollado acciones concretas para apoyarlos como el contar con un horno industrial de secado de madera que vendría a solucionar uno de sus principales cuellos de botella debido a las vicisitudes que hay que atravesar para conseguir madera seca.
También tenemos a las mujeres productivas como un eje fundamental del tejido productivo de la ciudad de El Alto, de los 80 mil gremiales de La Ceja, un 80% son mujeres. Si bien muchas veces se encuentran invisibilizadas por las estadísticas, puesto que se ubican en el mercado informal, son el eje económico de esta urbe, ya que el mercado informal representa más del 70% del mercado alteño. La participación de las mujeres principalmente en la actividad del comercio minorista o al detalle ha generado un efecto multiplicador, puesto que son ellas las que han abierto la participación de sus esposos o cónyuges e hijos en su actividad comercial, por lo que la venta en diferentes ferias se constituye en una actividad familiar o que genera un efecto multiplicador de los ofertantes de venta en el mercado. E incluso en muchos casos la actividad comercial trasciende el ámbito urbano, para sobrevivir muchas comerciantes se convierten en viajeras, recorriendo las diferentes ferias de El Alto con el objetivo de mejorar sus ganancias e incluso viajan hasta las zonas rurales. “En el mercado de la vida se encuentran tanto mujeres vendedoras como compradoras y compradores, por ello este mercado siempre ha sido el puesto de las mujeres, porque tienen como fin garantizar la vida de sus hijos, esposos, padres, hermanas, hermanos y de los consumidores. Tal parece que en este mercado el propósito no sería la ganancia, sino garantizar la vida de los demás” (Warmis alteñas. Gregoria Apaza 2011).
El Alto es una ciudad de alta complejidad en lo que hace a su estructura productiva dado que se tienen diversas lógicas productivas, desde la de simple supervivencia hasta la más sofisticada lógica empresarial y, en medio, todas las combinaciones híbridas posibles.

### Empleo

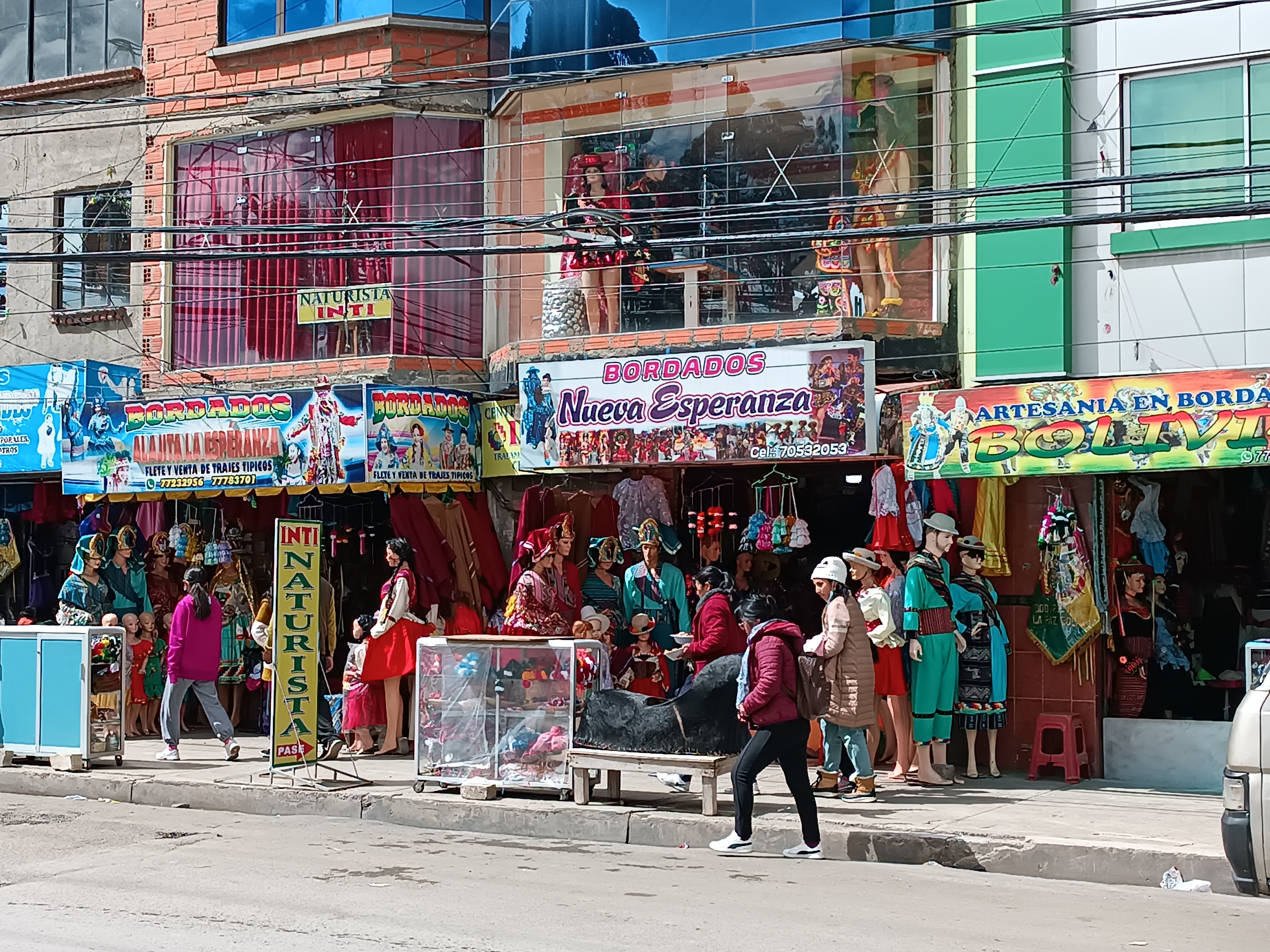
El comercio es la principal fuente de empleo en El Alto

En lo referente a empleo se tiene que la mayor cantidad de personal asalariado se encuentra en la actividad económica fabricación de muebles e industria manufacturera seguido por fabricación de prendas de vestir, la relación de género es totalmente asimétrica en empleados asalariados siendo un porcentaje menor el de mujeres 4,7% frente a un 25% de varones.
Con respecto a personal no asalariado, la mayor cantidad se ubica en las actividades económicas de fabricación de prendas de vestir y recelamiento, la diferencia de género en no asalariados es menor siendo 45% varones y 24% mujeres.
Debido a la concentración de personal ocupado y de pequeñas unidades manufactureras en las actividades de fabricación de prendas de vestir y fabricación de muebles estos rubros se constituyen en un indicador de la especialización productiva de El Alto, a lo que contribuye una larga tradición en el oficio entre los trabajadores y pequeños productores alteño que usualmente se transmite de generación en generación.
En lo referente a la absorción de mano de obra en las principales actividades económicas, se tiene que la industria manufacturera es la que más absorbe seguida por el comercio. Los obreros son mayormente absorbidos por dos actividades, manufactura y otras ramas, en cambio los empleados son absorbidos en primer lugar por el transporte, comunicaciones y por el comercio, siendo los hombres en todos los casos los que ocupan dichas fuentes de trabajo con mayor porcentaje que las mujeres.
Las actividades de comercio y servicios determinan la estructura del mercado laboral en El Alto. En manufactura, los rubros más importantes en términos de generación de empleo son los de fabricación de prendas de vestir, fabricación de tejidos y fabricación de muebles de madera que, en conjunto, concentran al 10,79% de la población ocupada.
Si el análisis se hace a nivel distrital tenemos que los distritos 5 y 8 son los que cuentan con industrias grandes pero no absorben la mayor cantidad de empleo y cuando se analiza por género la diferencia es abismal tienen una tendencia a contratar más empleados varones. En cambio el distrito 2 que cuenta con la mayor cantidad de industrias pequeñas es el que absorbe la mayor cantidad de empleados y la diferencia persiste en cuanto a una mayor cantidad de hombres con respecto a mujeres.

## Geografía

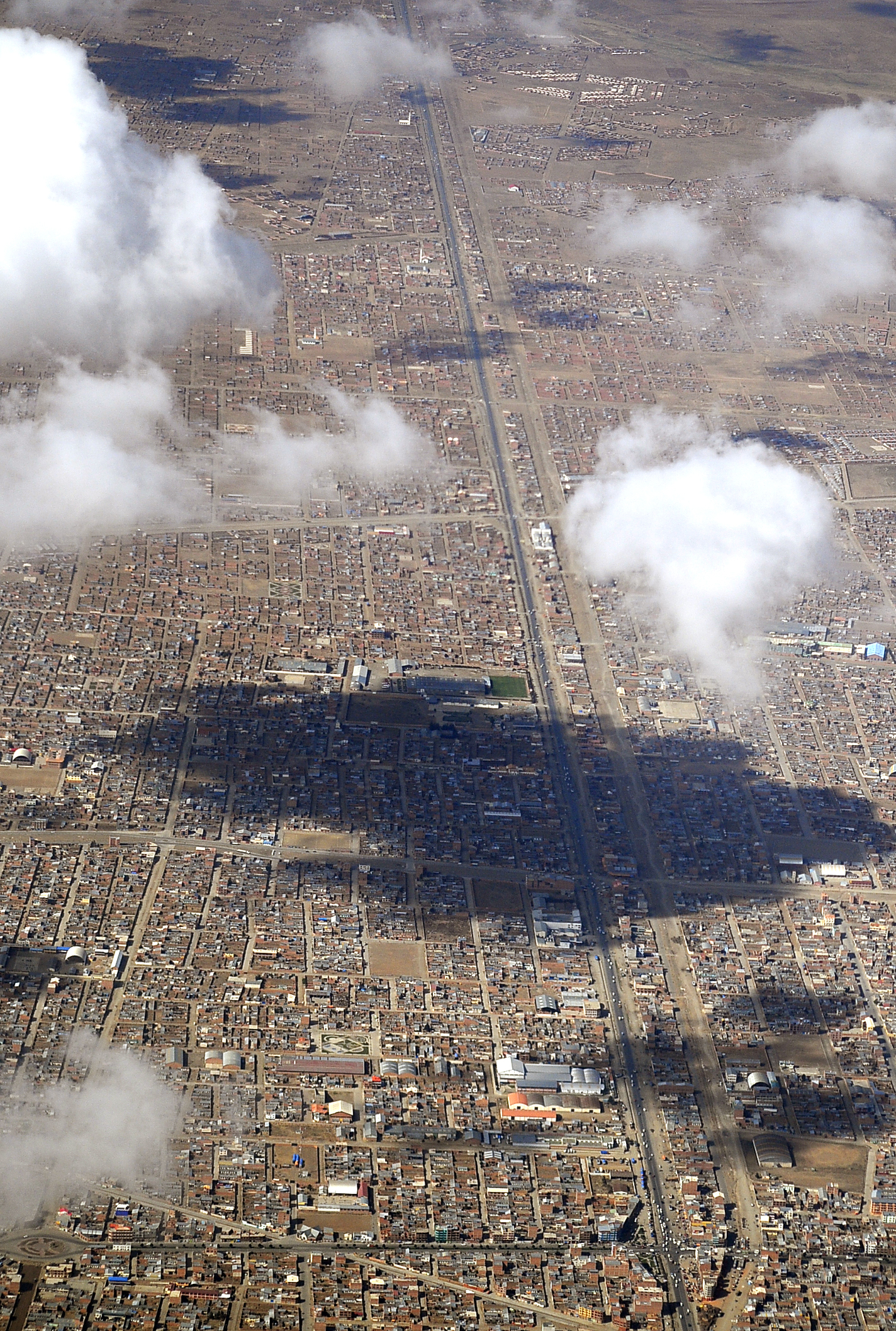
El Alto está ubicada en el altiplano boliviano

El municipio de El Alto está ubicado en una meseta de superficie plana y ondulada, al pie de la cordillera de La Paz (meseta del Altiplano Norte) y de la cordillera Oriental, al noreste de Bolivia a 16º30' Sur y 68º12' Oeste. A una altitud de 4090 m s. n. m.
El municipio limita al norte y al este con el municipio de La Paz, al sur con el municipio de Viacha, perteneciente a la provincia de Ingavi, y al oeste con el municipio de Laja, perteneciente a la provincia de Los Andes.
La extensión territorial del municipio de El Alto es de aproximadamente 387,56 km² (38.756 ha), que representa el 7,58% de la superficie total de la Provincia Murillo. El 40,24% (15.596 ha) corresponde al área urbana y el 59,76% (23.160 ha) corresponde al área rural. El Distrito 10 fue creado por Ordenanza Municipal N.º 150/2005 el 11 de octubre de 2005.

### Red hidrográfica
El territorio del municipio alteño ocupa cuatro cuencas hidrológicas del departamento de La Paz, estas son: la cuenca del Río Seke que proviene de Milluni, con una superficie de 102 km² y que desemboca en el Río Pallina, la cuenca de Río Seco que drena sus aguas hacia el Río Pallina superior, con una superficie de 107 km².La cuenca del Río Vilaque que nace en la cordillera y recibe el aporte de numerosos afluentes en la zona oeste del municipio de El Alto. Las subcuencas de los Ríos Seke y Seco se unen al Río Pallina, para luego desembocar en el curso medio del Río Katari.
En estas cuencas se localiza la Presa Milluni, la cual recibe aportes de los nevados del Huayna Potosí, Charkini y Zongo. Una problemática de la región es que en periodos de lluvias el Río Seke se convierte en una corriente con bastante caudal. Lo evidente es que los glaciares tienen poca relevancia en el análisis de crecidas, más aún considerando que todo su aporte es almacenado en la Presa Milluni y en dos lagos ubicados en zonas superiores la mencionada presa.
Por otra parte, tanto el Río Seke como el Río Seco están expuestos a un alto índice de contaminación. Las corrientes superficiales pequeñas y efímeras, así como los manantiales de mantos freáticos de la cuenca tienen repercusiones para el equilibrio de los ecosistemas y para la población alteña.
El grupo de subcuencas del municipio de El Alto es parte de la cuenca del Río Katari; esta nace en las comunidades de Milluni, su corriente principal conduce una parte de las aguas del nevado del Huayna Potosí y otros glaciares menores, a su paso por la Mina Milluni y el lago con el mismo nombre acarrea desechos de minerales. Este río se convierte más abajo en el Río Seke y confluye con el Río Pallina. El Río Seco, el cual se une también al Río Pallina. Los ríos Seke y Seco atraviesan la Ciudad de El Alto y reciben aguas residuales y residuos sólidos en su recorrido por la ciudad. Finalmente, el Río Pallina desemboca en el Río Katari que finalmente descarga en la Bahía de Cohana, en el lago menor del Titicaca.

### Acuífero Purapurani

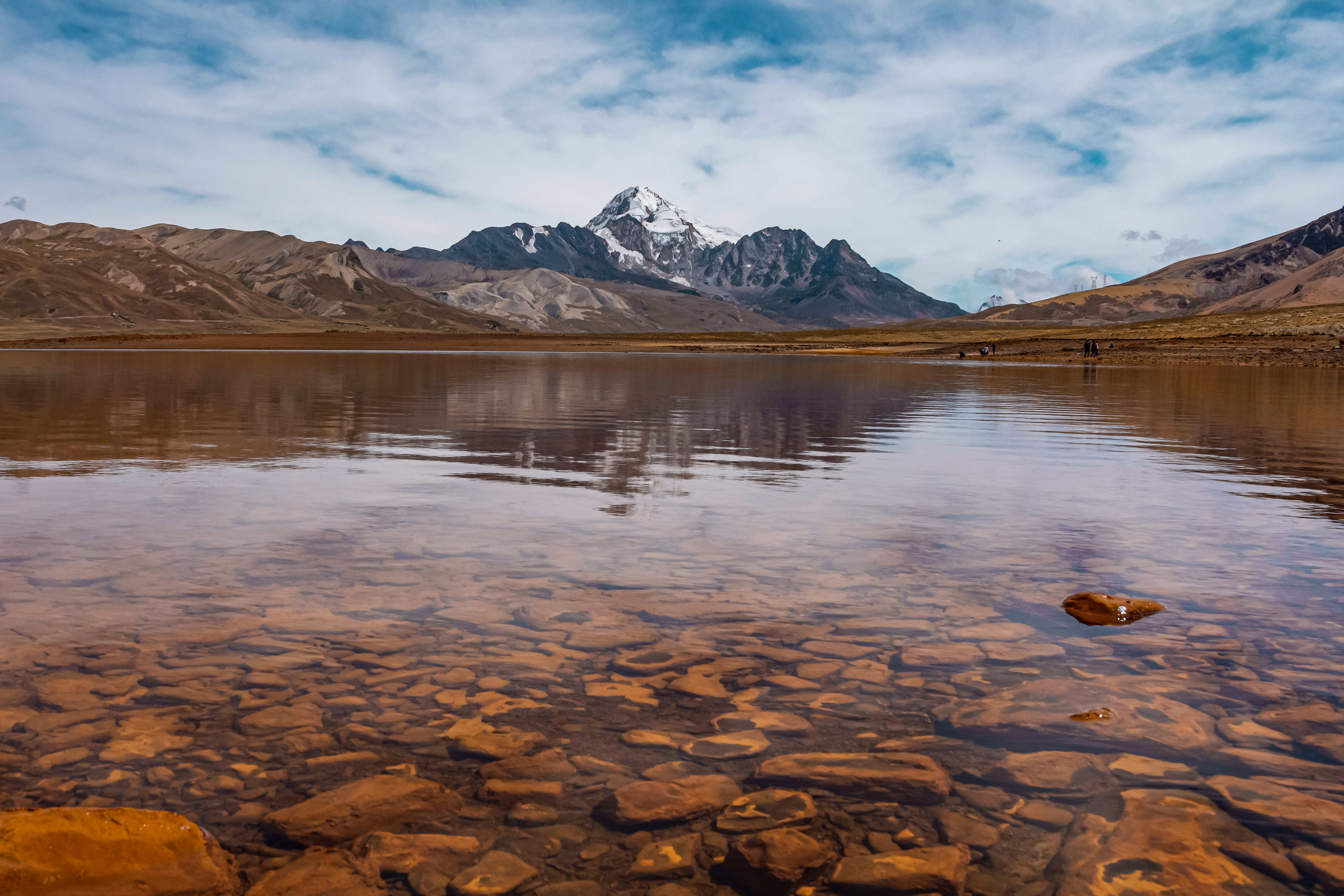
Vista de la laguna Milluni, ubicada en el norte del municipio, sufre de contaminación minera.

La ciudad de El Alto se asienta sobre el sistema acuífero Purapurani. Este se encuentra emplazado en sedimentos fluvioglaciales depositados en el pie de monte de la Cordillera Real. Tiene un área aproximada de 300 km², comportamiento de acuífero libre y semiconfinado y dirección de flujo de NE hacia SO, espesor variable entre 100 y 60 m en su parte central. El área de recarga se encuentra al NE donde termina la mancha urbana de la ciudad de El Alto y donde los depósitos fluvioglaciales, de pendiente baja, se encuentran con los depósitos glaciales, de pendiente moderada a alta. El área de descarga se encuentra al SO donde existen varios manantiales, pozos surgentes y se asume una descarga hacia los ríos Pallina y Katari.
El sistema acuífero Purapurani es de un tamaño considerable. Considerando que su área central tiene aproximadamente 300 km², un espesor saturado promedio de 55 metros y una porosidad específica de 15 %. Un cálculo directo del volumen de agua almacenada en el acuífero da como resultado 2 475 000 000 m³. Si bien este valor muestra el potencial del acuífero, no representa la cantidad de agua que se puede extraer de él, ni refleja la sobreexplotación a la que actualmente se lo estaría sometiendo.
Si bien aún no existen publicaciones con resultados de estudios de recarga natural del acuífero, sobre la base de cálculos hechos sobre el hidrograma de un pozo, se estima que en el área de recarga existe una recarga natural equivalente al 20% de la precipitación anual, es decir 120 mm.

### Waraco Apacheta
Situado en las afueras de El Alto, Waraco Apacheta, es una apacheta, un sitio considerado sagrado por los indígenas.

## Clima

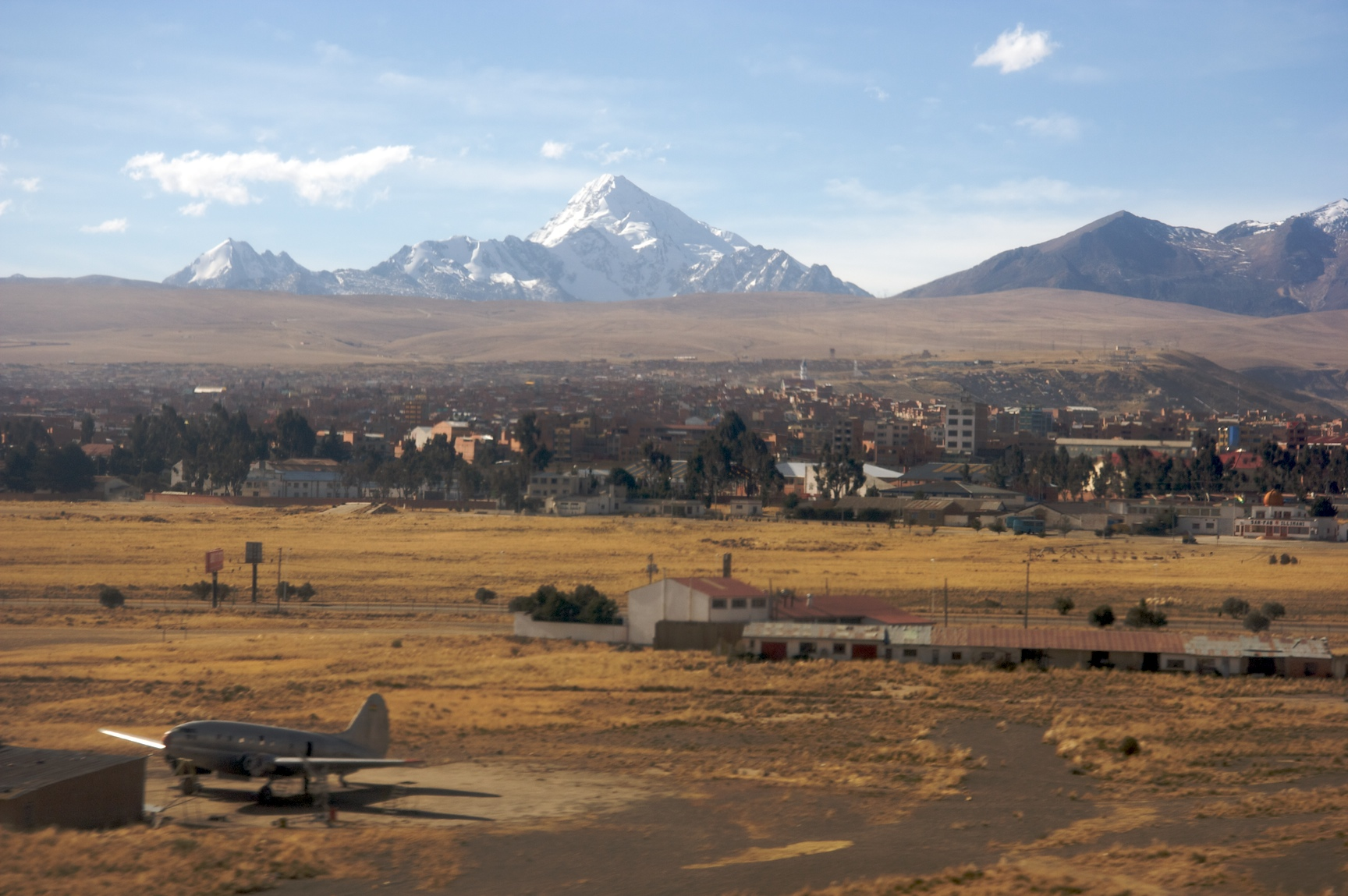
Vista de El Alto con el Huayna Potosí de fondo

El Alto se ubica sobre los 4000 metros de altitud, siendo la parte más alta del área metropolitana de La Paz. Su clima es raro, según la clasificación climática de Köppen, se puede clasificar como clima subpolar oceánico con invierno seco (Cwc) (menos de 4 meses tienen una temperatura media superior a 10 °C), bordeando un clima de tundra (ET) o frío de alta montaña y por lo tanto, es frío y seco, con un promedio anual de 8.1 °C de temperatura y 600 mm de precipitación. Las nevadas pueden ocurrir en cualquier época del año, aunque lo típico es que ocurran entre julio y septiembre en horas de la madrugada y de la mañana. Suelen ser débiles y pocas veces la nieve cuaja. En promedio, se tienen 7 días con caída de nieve por año. El 16 de enero de 2005 nevó durante más de dos horas siendo verano en el hemisferio Sur.
El otoño es frío y más lluvioso. El invierno es muy frío y algo seco con nevadas ocasionales. Las heladas son muy comunes desde finales de marzo hasta principios de noviembre.
La primavera es fría con lluvias y nevadas ocasionales, el verano frío y lluvioso.
| Parámetros climáticos promedio de El Alto        | Parámetros climáticos promedio de El Alto | Parámetros climáticos promedio de El Alto | Parámetros climáticos promedio de El Alto | Parámetros climáticos promedio de El Alto | Parámetros climáticos promedio de El Alto | Parámetros climáticos promedio de El Alto | Parámetros climáticos promedio de El Alto | Parámetros climáticos promedio de El Alto | Parámetros climáticos promedio de El Alto | Parámetros climáticos promedio de El Alto | Parámetros climáticos promedio de El Alto | Parámetros climáticos promedio de El Alto | Parámetros climáticos promedio de El Alto |
| Mes                                              | Ene.                                      | Feb.                                      | Mar.                                      | Abr.                                      | May.                                      | Jun.                                      | Jul.                                      | Ago.                                      | Sep.                                      | Oct.                                      | Nov.                                      | Dic.                                      | Anual                                     |
| ------------------------------------------------ | ----------------------------------------- | ----------------------------------------- | ----------------------------------------- | ----------------------------------------- | ----------------------------------------- | ----------------------------------------- | ----------------------------------------- | ----------------------------------------- | ----------------------------------------- | ----------------------------------------- | ----------------------------------------- | ----------------------------------------- | ----------------------------------------- |
| Temp. máx. abs. (°C)                             | 25.4                                      | 22.8                                      | 25.1                                      | 22.9                                      | 24.0                                      | 20.0                                      | 23.0                                      | 21.0                                      | 23.0                                      | 23.0                                      | 24.2                                      | 22.0                                      | 25.4                                      |
| Temp. máx. media (°C)                            | 13.7                                      | 13.4                                      | 14.2                                      | 14.2                                      | 13.1                                      | 12.8                                      | 12.0                                      | 14.1                                      | 14.3                                      | 16.4                                      | 16.4                                      | 14.9                                      | 14.1                                      |
| Temp. media (°C)                                 | 8.8                                       | 8.7                                       | 8.7                                       | 8.5                                       | 7.5                                       | 6.3                                       | 6.1                                       | 7.1                                       | 7.8                                       | 9.1                                       | 9.7                                       | 9.1                                       | 8.1                                       |
| Temp. mín. media (°C)                            | 3.0                                       | 3.1                                       | 2.7                                       | -1.2                                      | -3.0                                      | -5.0                                      | -6.0                                      | -5.0                                      | -2.0                                      | -1.2                                      | 2.3                                       | 2.5                                       | -0.8                                      |
| Temp. mín. abs. (°C)                             | -3.3                                      | -3.3                                      | −2.7                                      | −4.7                                      | −10.3                                     | −12.4                                     | −11.9                                     | −10.0                                     | −10.0                                     | −5.4                                      | −5.0                                      | −2.8                                      | -12.4                                     |
| Precipitación total (mm)                         | 136.8                                     | 103.6                                     | 77.4                                      | 31.5                                      | 11.3                                      | 5.6                                       | 7.4                                       | 14.3                                      | 32.5                                      | 41.6                                      | 52.0                                      | 86.9                                      | 600.9                                     |
| Días de lluvias (≥ 1 mm)                         | 4                                         | 4                                         | 3                                         | 0                                         | 0                                         | 0                                         | 0                                         | 0                                         | 0                                         | 0                                         | 1                                         | 3                                         | 15                                        |
| Días de nevadas (≥ 1 cm)                         | 0                                         | 0                                         | 0                                         | 0.2                                       | 0.6                                       | 0.8                                       | 2.3                                       | 1.6                                       | 1.5                                       | 0.6                                       | 0.2                                       | 0                                         | 7.8                                       |
| Fuente n.º 1: Bolivia Weather / Clima en Bolivia |                                           |                                           |                                           |                                           |                                           |                                           |                                           |                                           |                                           |                                           |                                           |                                           |                                           |
| Fuente n.º 2: Ogimet / Wunderground (nevadas)    |                                           |                                           |                                           |                                           |                                           |                                           |                                           |                                           |                                           |                                           |                                           |                                           |                                           |

El municipio de El Alto presenta históricamente un aporte de lluvias de origen orográfico y local; la primera, por la presencia de altas montañas al oriente del municipio, que interrumpen el paso de las masas húmedas de la Amazonía boliviana; y el otro caso, por formación de tormentas locales de tipo convectivo. En la región del territorio alteño las temperaturas anuales son de 6.8 °C en promedio, con límites mínimo y máximos entre -0.7 °C y 13.8 °C. La pluviosidad oscila los 605 mm al año, conforme a los registros históricos de la estación El Alto – AASANA, situado a 4071 m s. n. m. De acuerdo con los registros de lluvia disponibles en El Alto, la época que presenta mayor lluvia se da en el otoño entre diciembre y febrero. Así por ejemplo, la estación El Alto – AASANA ubicada en el Aeropuerto Internacional de la ciudad, registró una lámina de 861.2 mm de lluvia en el año hidrológico 1985–1986, con una máxima en el mes de febrero-1986, con 175.7 mm, más esta no es la lámina máxima mensual histórica, sino la de diciembre del año 1980, que registró un total de 246.9 mm, siendo que en ese año hidrológico tan sólo llovió 672.8 mm.

## Transporte

### Transporte urbano

Transporte en El Alto
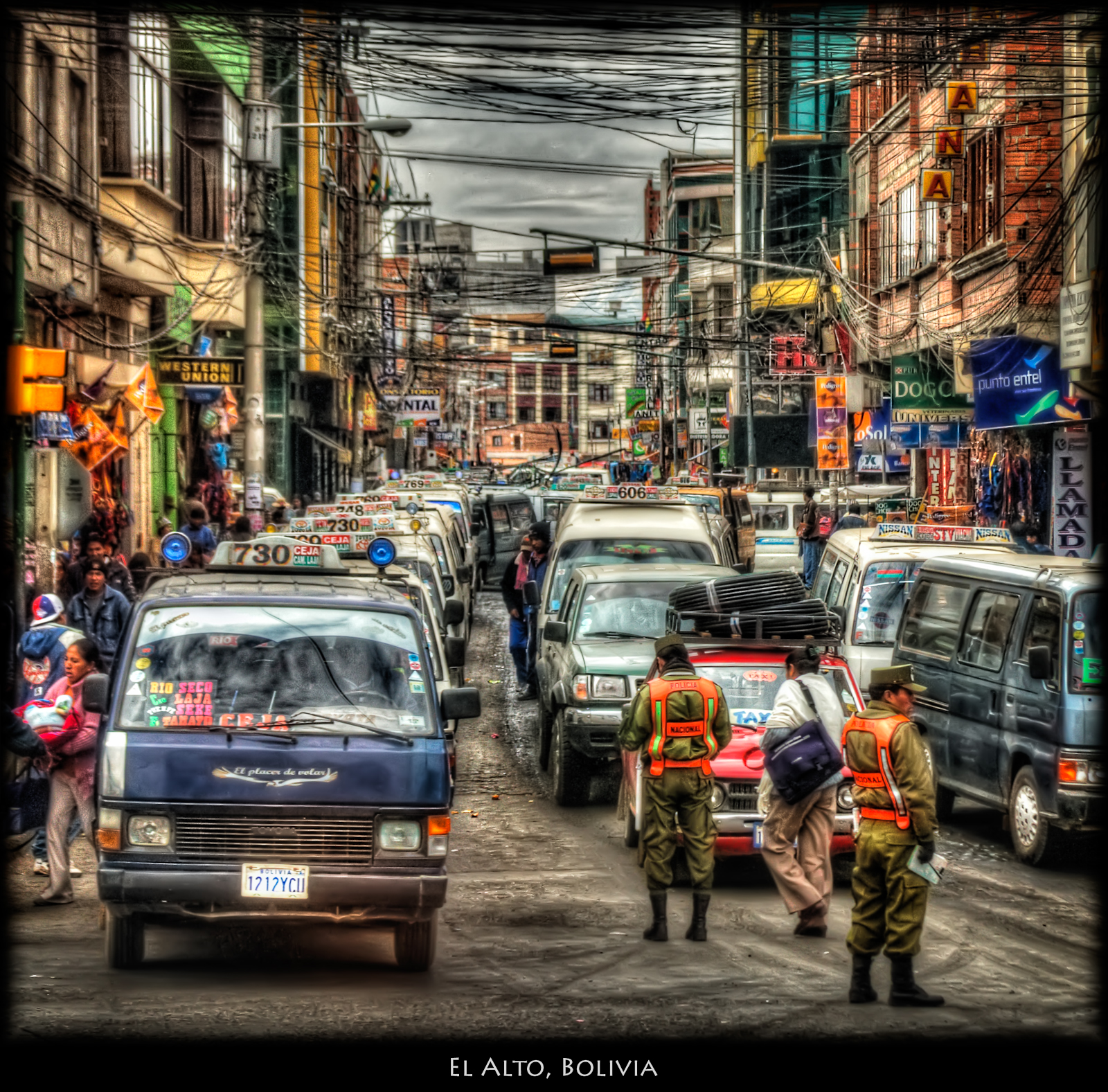
Minibuses y Micros
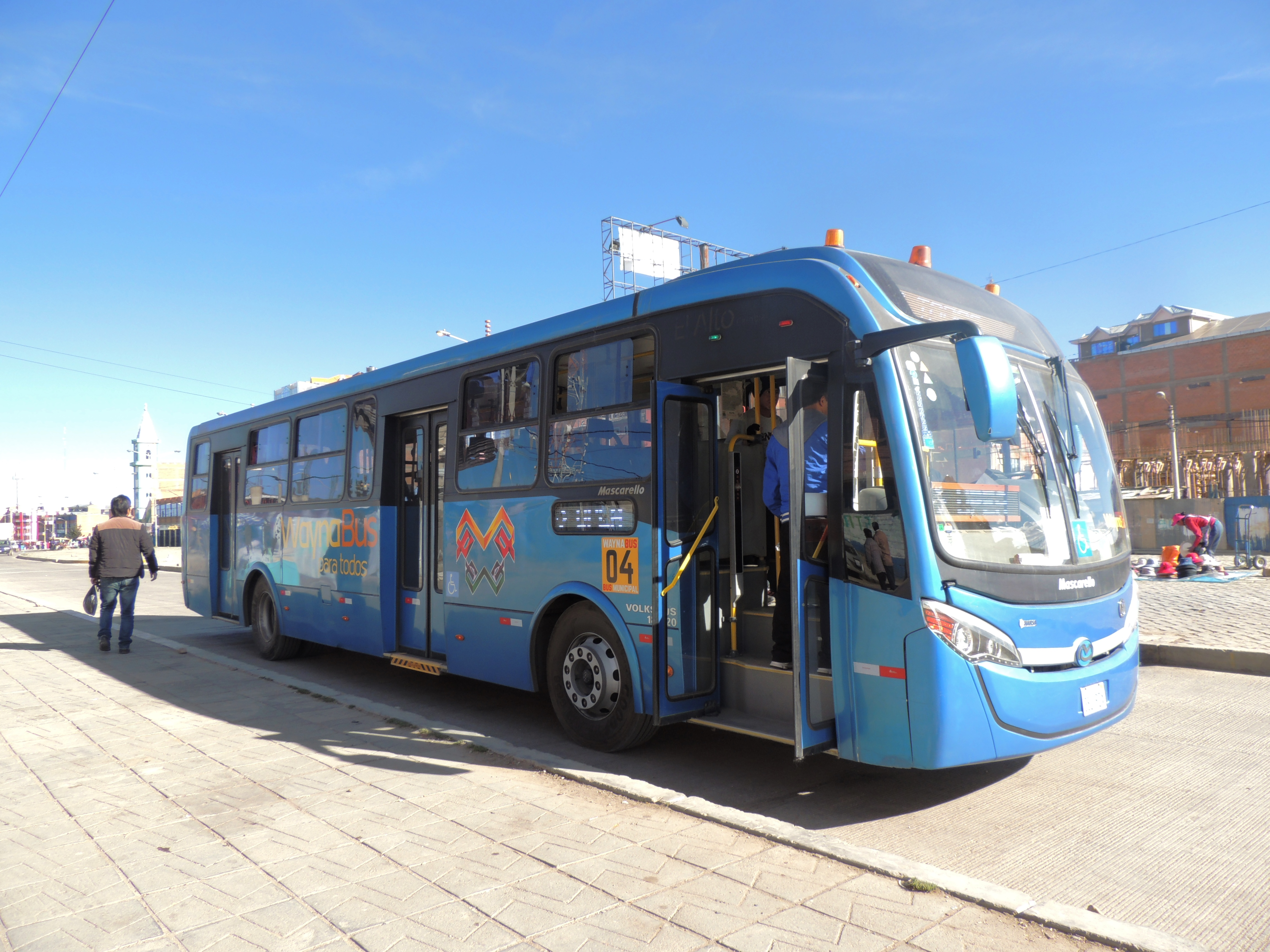
Wayna Bus
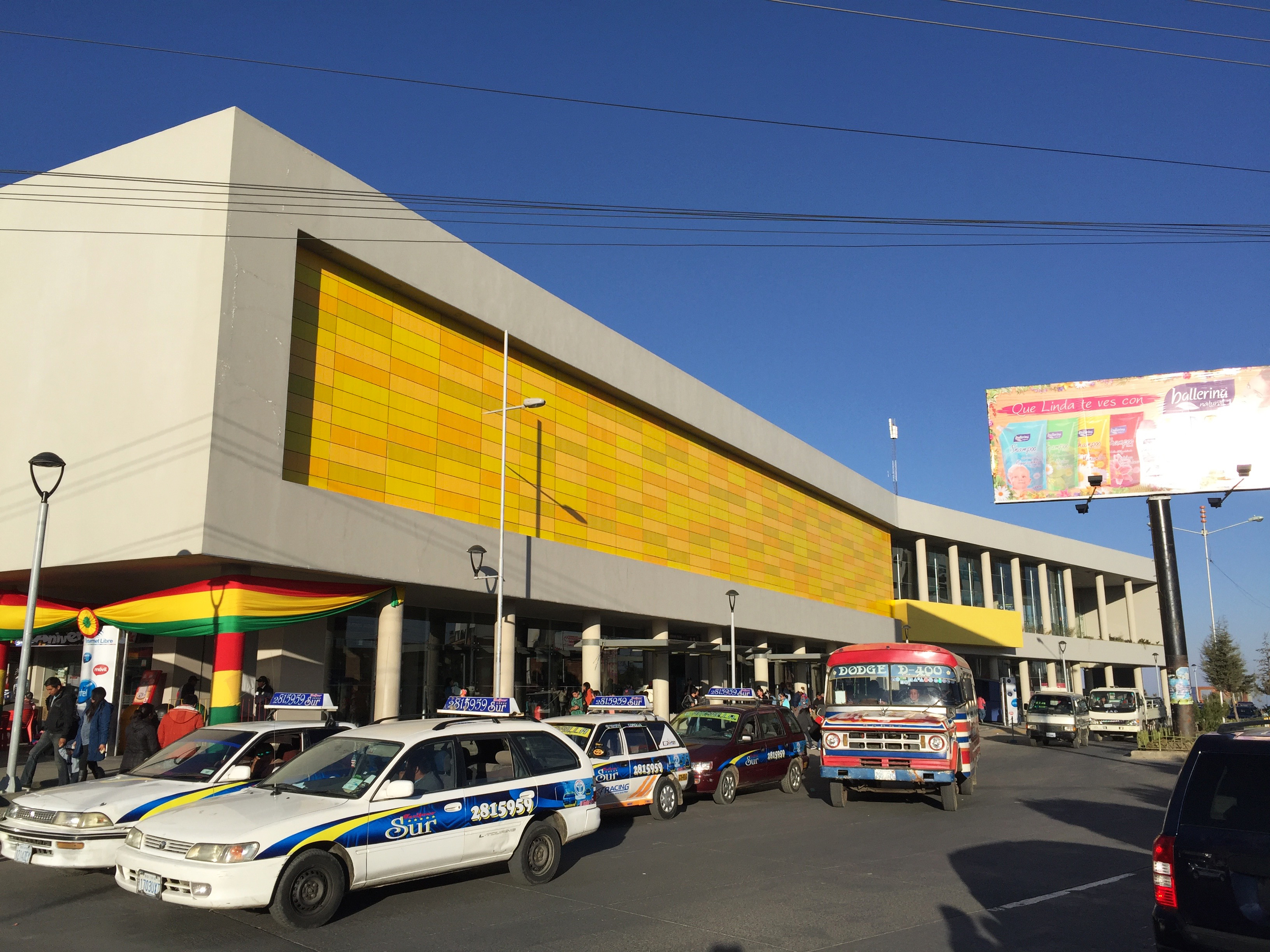
Mi Teleférico
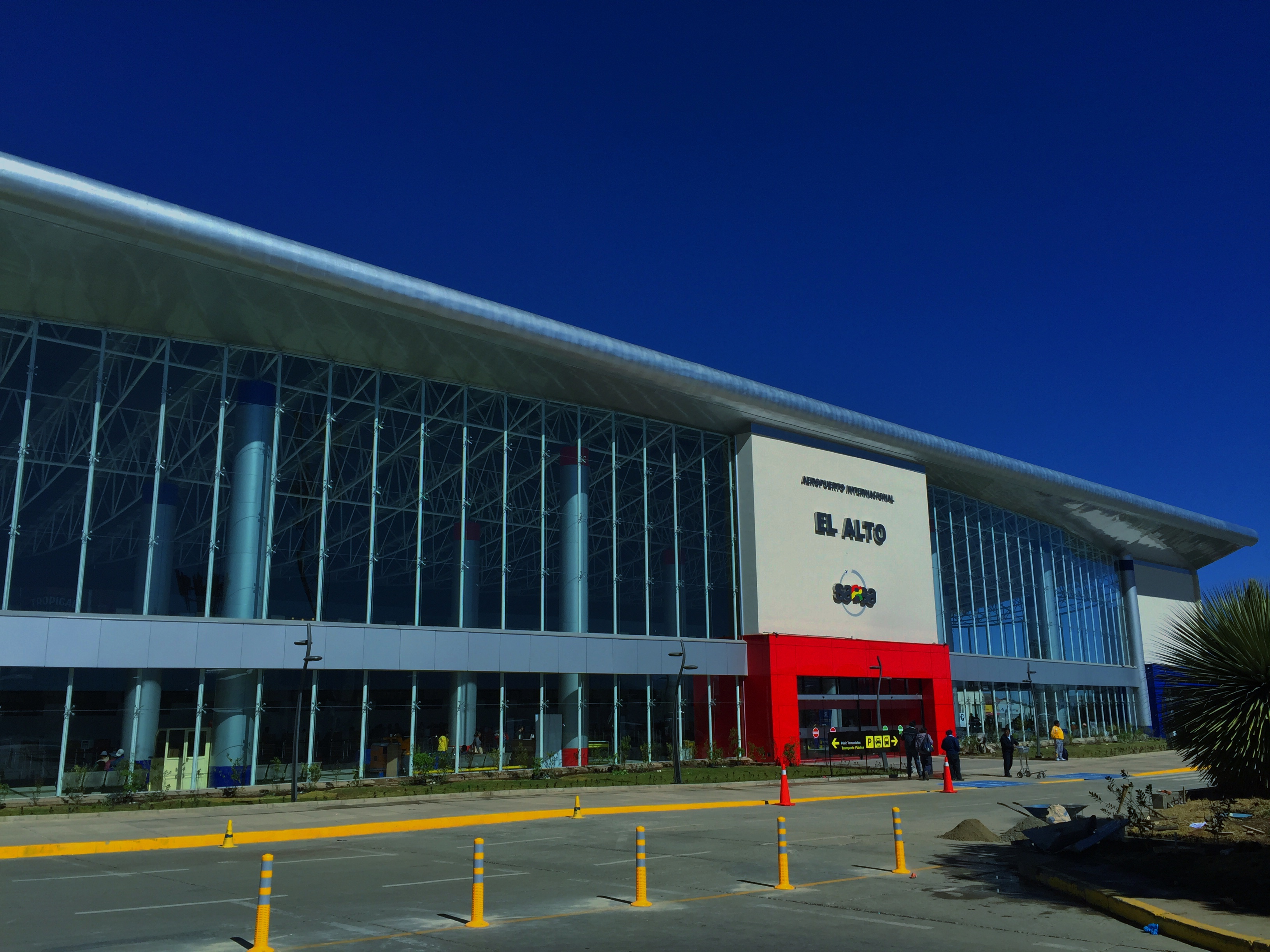
Aeropuerto Internacional El Alto

El transporte en El Alto es uno de los principales problemas a resolver debido al crecimiento desordenado del parque automotor y la falta de calidad y regularidad en el servicio; el desorden existente genera problemas de embotellamiento en ciertos sectores de la ciudad como La Ceja.
En lo referente al transporte urbano, se cuenta con diferentes servicios, siendo el más utilizado el minibús por el acceso que tiene a diferentes barrios.

#### Minibuses y Micros
Se estima que la flota vehicular compuesta por estos automóviles es de 17.572 unidades.

#### Bus Expreso El Alto
El Bus Expreso El Alto es una iniciativa de transporte privado que une La Paz con El Alto.

#### Wayna Bus
El Wayna Bus es parte del sistema de transporte público municipal conformado por autobuses urbanos con capacidad de transportar hasta 90 pasajeros. El Sistema, implementado por el Gobierno Autónomo Municipal de El Alto, inició operaciones comerciales en marzo de 2015 con dos rutas bajo el nombre de Bus sariri. En diciembre de 2015, después de un receso de actividades y el cambio de gestión municipal, el Bus hasta entonces llamado Sariri cambió su nombre por el de Wayna bus, tras un concurso para denominarlo ganado por estudiantes de la Facultad de Historia de la Universidad Pública de El Alto (UPEA).

#### Mi Teleférico

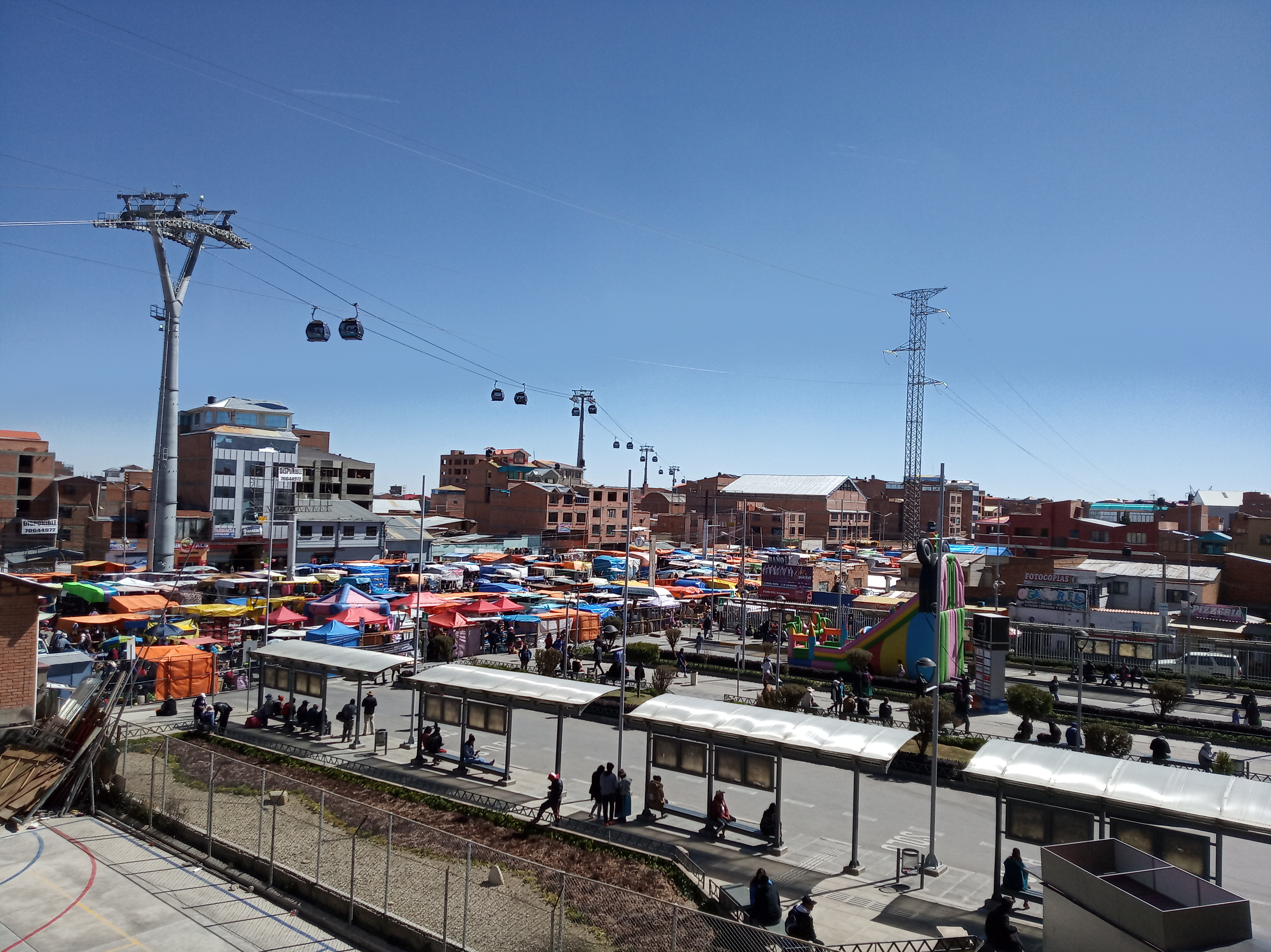
La línea morada de Mi Teleférico conecta a El Alto con La Paz

El 11 de julio de 2012, el gobierno bajo la presidencia de Evo Morales anunció la decisión de ejecutar la construcción de un sistema de transporte aéreo por cable que uniría La Paz con El Alto. La construcción de la red de teleférico estaría a cargo de la empresa austriaca Doppelmayr.
El proyecto consiste en la implementación de un sistema de Transporte por cable (monocable), distribuido en 3 líneas (Roja, Amarilla y Verde) y pretende unir 90 zonas de La Paz y El Alto a fin de movilizar un estimado de 18.000 pasajeros por hora en sus tres líneas en cabinas con capacidad de 10 pasajeros, con una frecuencia de salida cada 12 segundos y un servicio de 17 horas al día.

El 30 de mayo de 2014 comenzó a funcionar comercialmente Mi Teleférico mediante la línea roja, uniendo la Estación Central La Paz con la zona 16 de julio en El Alto.

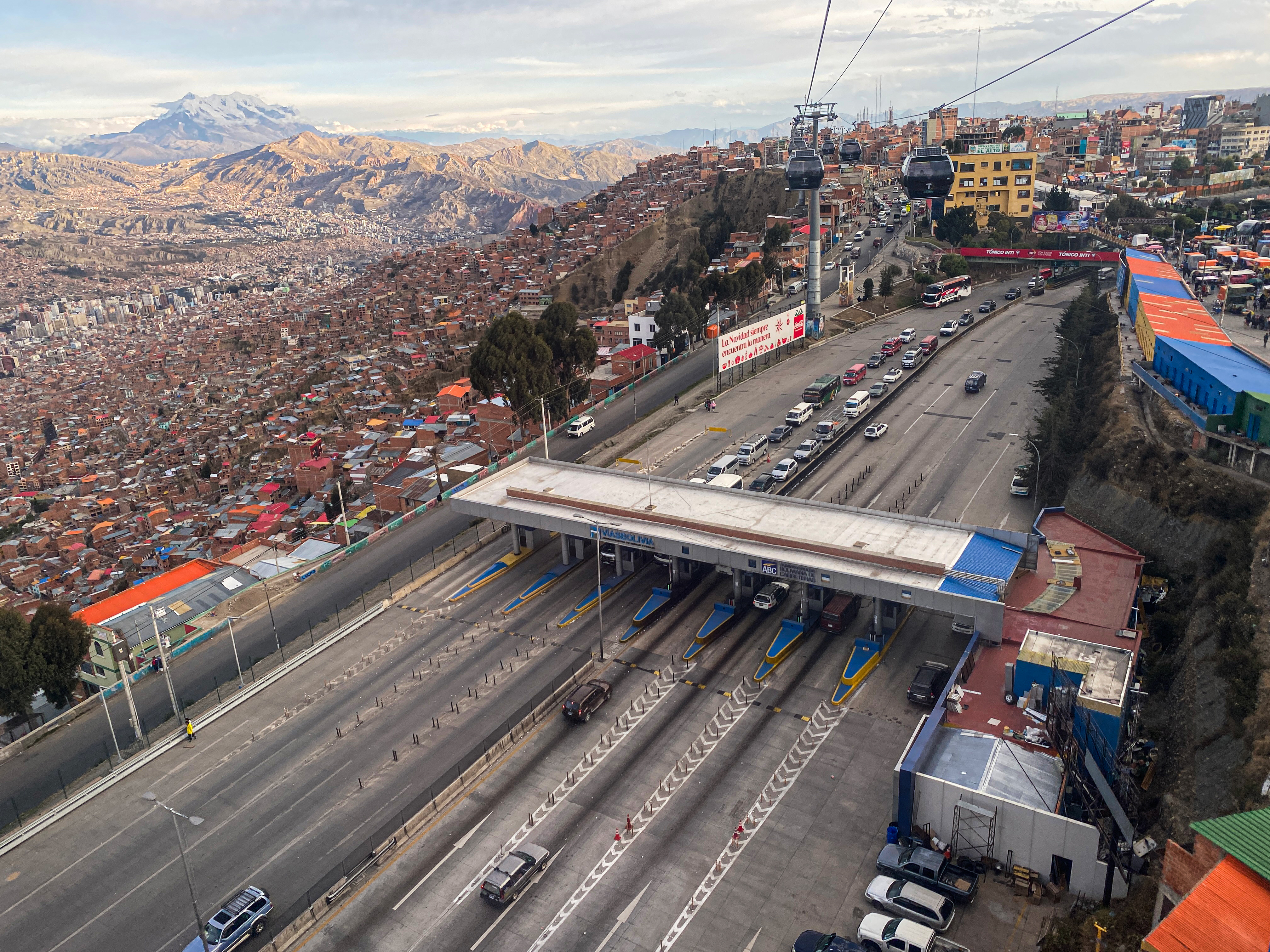
La Autopista La Paz-El Alto, la ruta importante que conecta a las dos urbes

La línea amarilla conecta Ciudad Satélite, en El Alto, con las zonas de Sopocachi y Obrajes en La Paz. hasta 2018 se contaban 8 líneas implementadas.

### Transporte interdepartamental
En esta urbe, debido a la existencia de importantes rutas nacionales, se tiene una demanda de transporte interprovincial, interdepartamental e internacional de pasajeros y carga. Las rutas de transporte interdepartamental provienen de la ciudad de La Paz, principalmente por la Autopista La Paz-El Alto utilizando la red de la Ceja, para acceder a su terminal, y continúan por la Av. 6 de marzo hacia destinos en el interior y exterior del país, con un volumen promedio diario de buses de más de 500 veh/día (PEDEA 2010).
La terminal Interprovincial se encuentra en Villa Esperanza del distrito municipal 5, sobre la calle José Arzabe entre Belgrano y calle 7, el cual permite la conexión con localidades vecinas del altiplano, muchas fronterizas con el Perú.
| Tipo de vehículo | Flota Estimada | Total Rutas | Capacidad por vehículo | Número de vehículos por ruta | Capacidad estimada (asientos) |
| ---------------- | -------------- | ----------- | ---------------------- | ---------------------------- | ----------------------------- |
| Bus              | 805            | 50          | 30                     | 30                           | 24.150                        |
| Micro            | 1.934          | 50          | 30                     | 30                           | 58.020                        |
| Carry            | 2.982          | 5           | 7                      | 25                           | 20.874                        |
| Minibus          | 9.670          | 172         | 14                     | 29                           | 135.380                       |
| Trufi            | 2.181          | 2           | 5                      | 30                           | 10.905                        |
| Total            | 17.572         | 229         |                        |                              | 166.004                       |

Las rutas más transitadas en la ciudad son tres: la que conecta El Alto con la ciudad de La Paz, la que conecta Río Seco con La Ceja y la ruta Viacha - La Ceja.

### Transporte internacional
En El Alto se encuentra ubicado el Aeropuerto Internacional El Alto que brinda su servicio tanto a esta ciudad como a la vecina ciudad de La Paz, es el segundo aeropuerto más grande de Bolivia, después del aeropuerto de Viru Viru en Santa Cruz de la Sierra.

## Medios de comunicación
Según el GAMEA, El Alto cuenta con dos empresas de televisión: Televisión Boliviana con seis canales y Cotel TV con siete canales.
En radiodifusión El Alto cuenta con 17 difusoras tanto en frecuencia modulada como en onda larga. 
Según una encuesta realizada por la empresa Captura y Consulting, el año 2016, el 43,7% de los alteños tiene preferencia por el periódico La Razón. El segundo más leído es el periódico El Diario con el 19,8% de preferencia. Con un 15,2% de preferencia se encuentra en tercer lugar el diario regional El Alteño, le siguen Página Siete con 4,1% y La Prensa con 3,6%, el periódico estatal "Bolivia" con el 3,6%, "El Compadre" con el 2,5%  al igual que el semanario Crónicas en su edición dominical, editado e impreso por "Reportajes".
Medios de comunicación (2025)
| Radios                         | Canales de Televisión | Periódicos                     |
| ------------------------------ | --------------------- | ------------------------------ |
| FIDES                          | UNITEL                | El Alteño                      |
| Cruz del Sur Cordial Noticiero | RTP                   | El Diario                      |
| Continental                    | Bolivia TV            | Extra                          |
| Panamericana                   | Canal 9               | Sociedad                       |
| Futecra 97.1                   | Red UNO               | La Razón                       |
| Integración                    | TVU                   | Agencia de noticias de Bolivia |
| Pasión Boliviana               | COTEL TV C50          | Página Siete                   |
| Pachamama                      | CVC 57                |                                |
| RKM                            | Canal 34              |                                |
| Radio Illimani                 | Canal 24              |                                |
| Red ERBOL                      | Red PAT               |                                |
| San Gabriel                    |                       |                                |
| QHANA                          | Canal 49              |                                |
| Wiñay Jatha                    |                       |                                |
| Fejuve                         |                       |                                |
| Mar                            |                       |                                |
| Radio Taypi                    |                       |                                |

En lo referente a medios informales de comunicación se tienen las asambleas y reuniones de las diferentes organizaciones sociales, principalmente podemos citar las de la FEJUVE, COR y las juntas vecinales, lo mismo ocurre con las asociaciones gremiales que se agrupan por rubros de actividad.

### Televisión
- TV Alto (Canal 24)
- Canal 29 - Bendita Trinidad
- Canal 57 CVC (Canal "Virgen de Copacabana")
- Canal 34 PTV (Paceñísima de televisión)
- Canal 25 UPEATv

### Radios
Existen las siguientes emisoras de radio:
A. Con sede en la Ciudad de El Alto.
- Radio Fejuve
- Radio Integración
- Radio Majestad (El Alto)
- Radio Bendita Trinidad
- Radio Luz del Mundo "Shekina"
- Radio Esplendid
- Radio San Gabriel
- Radio Pachamama

B. Con sede en la ciudad de La Paz que tienen cobertura en El Alto, como:
- Radio Fides
- Radio ATB
- Radio Panamericana
- Radio ERBOL
- Radio Illimani
- Radio Cruz del Sur
- Radio Maranatha
- Radio "Cristo Viene La Red"
- Radio BBN
- Radio Ciudad
- Radio Melodía
- Radio Doble 8
- Radio Disney

### Prensa
En la ciudad de El Alto circulan nueve periódicos los cuales son los siguientes:
- La Razón (nivel nacional)
- El Diario (nivel nacional)
- El Alteño (nivel regional)
- Página Siete (nivel nacional)
- Bolivia (nivel nacional)
- La Prensa (nivel nacional)
- El Compadre (nivel regional)
- El Extra (nivel nacional)
- Alarma (nivel regional)
- Crónicas (nivel regional)

## Cultura

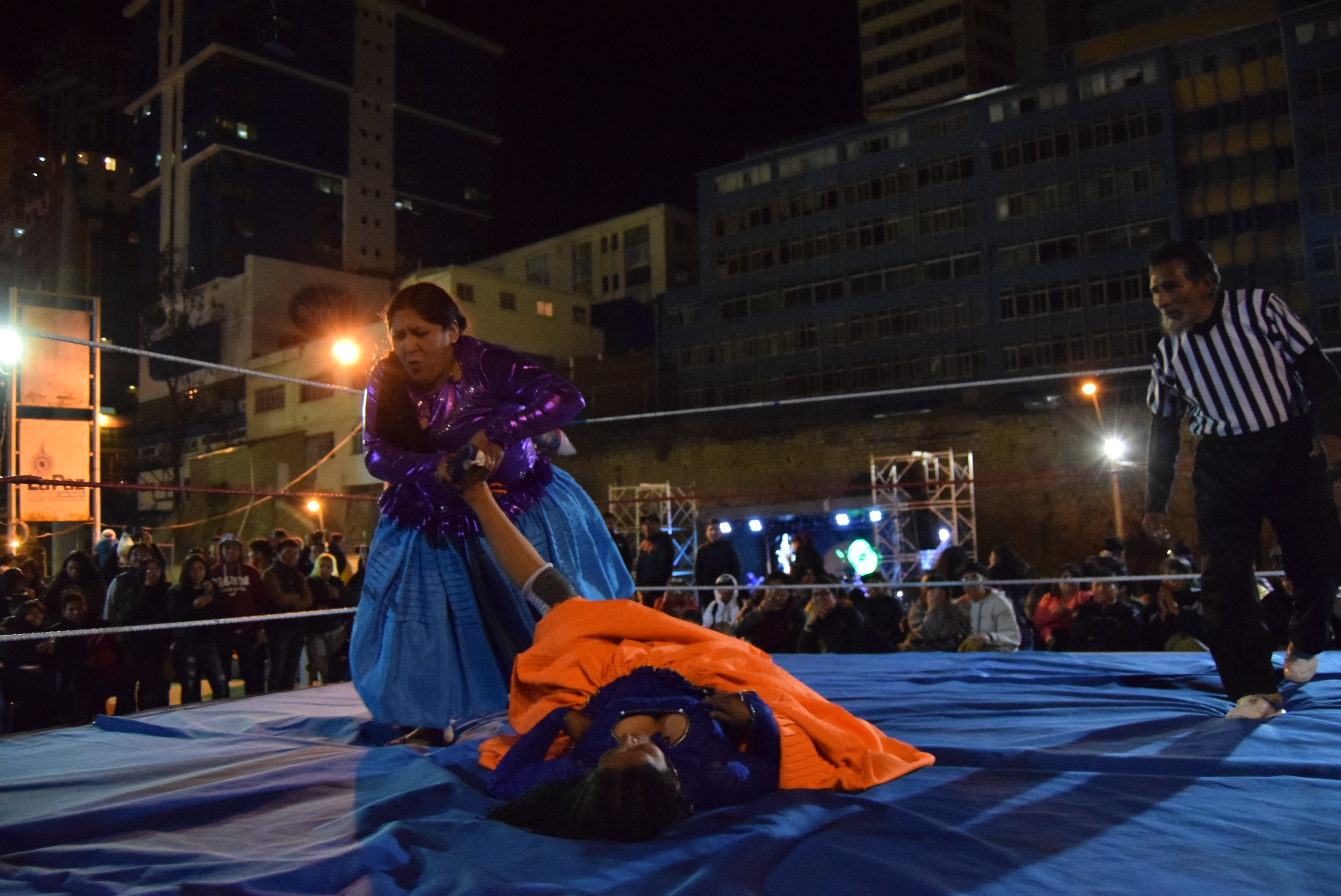
Cholitas luchadoras en El Alto

Las expresiones culturales de la ciudad tienen un carácter sincrético en lo religioso, por lo que se profesan y predican desde los cultos católicos hasta los ritos en honor a la Pachamama. La mayor fiesta cultural es la de la "16 de Julio" donde se reúnen músicos y bailarines experimentados, una de las fraternidades la Chacaltaya 91.7 tiene 1400 bailarines. La gente se prepara durante todo el año para esta celebración, donde también se comercializan diferentes artículos artesanales referentes al festejo, se alquilan trajes de fiesta y disfraces con los que se baila el Tinku, la Morenada, las Tobas, entre otros.
También en esta ciudad se encuentra el Museo de Arte Antonio Paredes Candia y La Escuela Municipal de las Artes, entidad establecida para el libre desenvolvimiento de niños y jóvenes en varias ramas culturales de las que destacan las áreas de Danza Clásica, Danza Folclórica, Artes Plásticas, Artes Escénicas, Música Clásica y Cinematografía.

### Literatura
La literatura alteña, forjada a partir del encuentro cultural entre las tradiciones rurales y las costumbres urbanas, está contextualizada en un ámbito donde las contradicciones sociales y diversidades lingüísticas que marcan las principales características de las obras creadas por los alteños, en verso o en prosa.

#### Autogestión
Las actividades creativas de autogestión se han desarrollado en algunos centros culturales, como Compa, Wayna Tambo y Albor, gestionados por promotores culturales autogestionados como Iván Nogales, en estos centros se formaron varios de los jóvenes poetas y narradores contemporáneos, como el grupo literario "Los Nadies" y Crispín Portugal, quien fue, además, uno de los fundadores de la editorial artesanal Yerba Mala Cartonera.
La literatura alteña, de un modo general, está considerada como una literatura marginal debido a que se produce en las periferias de la cultura oficial y al margen de las editoriales comerciales. Sin embargo, en las últimas décadas, gracias a los concursos literarios y festivales de poesía, se han dado a conocer varios escritores y escritoras, con obras que reflejan la realidad compleja y contradictoria de la ciudad.
A pesar de las características del mercado de copias piratas de libros imperante en el país, que impone una realidad muy adversa para los emprendimientos editoriales, existen propuestas gestadas desde El Alto como la librería y Editorial Sobras Selectas, nacida por iniciativa del librero también alteño Alexis Argüello Sandoval, la iniciativa surgida a partir de la librería de segunda mano Libros que desesperan ha promovido paralelamente el establecimiento de un Concurso No Municipal de Literatura anual a partir de 2014. Para 2019 Sobras Selectas ya llevaba publicados 5 libros de autores de diferentes lugares de Bolivia y el mundo, dos de estos libros, No me jodas, no te jodo. Crónicas escritas por y para El Alto y La Equis son libros ambientados en la ciudad de El Alto. A partir de 2018 la editorial tuvo presencia en ferias culturales y del libro nacionales e internacionales. En 2019 el Concurso No Municipal de Literatura fue ganador por dos jóvenes alteñas con una crónica sobre su ciudad.

### Música

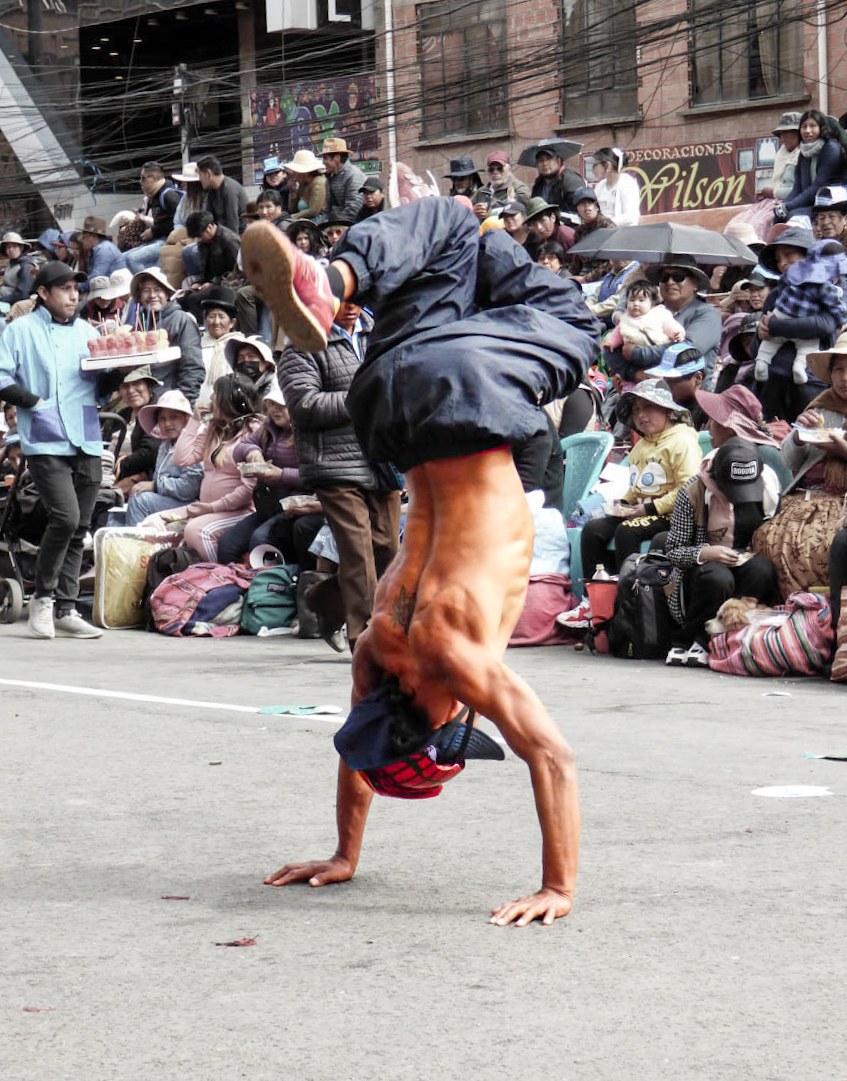
B-boy que practica el breakdance en las calles de El Alto

#### Entradas folclóricas
La ciudad de El Alto es escenario de importantes fiestas folclóricas como la entrada en honor a la Virgen del Carmen y otras entradas que se realizan en las diferentes zonas de la ciudad, estos espacios para la recreación social y las actividades previas y posteriores, como ensayos, reuniones, comercio, elaboración de invitaciones, elección de encargados y elección de vestimenta entre otras, son parte importante de la actividad cultural y social de los alteños, estas actividades, con alto nivel de organización son replicadas en otras ciudades por los residentes alteños

#### Orquesta sinfónica
Cuenta con una orquesta sinfónica fundada en 2001 bajo la tuición de la Escuela Municipal de Las Artes.

#### Música urbana contemporánea
Por sus propias características socioculturales, en El Alto han surgido numerosas bandas de música urbana contemporánea. Por ejemplo, aquí fue donde Abraham Bohorquez creó Ukamau y ké (en castellano, Así es, y ké),banda pionera en el arte de la cultura hip-hop del país. En El Alto también reside la cantante, compositora y activista social Nina Uma considerada "la voz femenina del hip hop andino".

### Artes plásticas
Con la complementación de la Escuela Municipal de las Artes se abrió una oportunidad para los jóvenes de esta ciudad que se formaron en sus aulas bajo la guía de grandes maestros de la pintura como el potosino Ricardo Pérez Alcalá, Édgar Cruz Mariaca, Mario Careaga y Ádamo Mollericón estos tres últimos también pintores alteños.
Entre algunas de las más destacadas egresadas de esta escuela se encuentran las consagradas pintoras Rosmery Mamani Ventura, Adda Donato y Mónica Rina Mamani.
En la escultura se destacan Gonzalo Condarco Carpio, Flavio Ochoa, Johnny Quevedo, en la acuarela Dennis Espinoza, en el diseño gráfico Douglas Rivera, Delia Guarachi en el collage y técnica textil.

### Arquitectura y Urbanismo

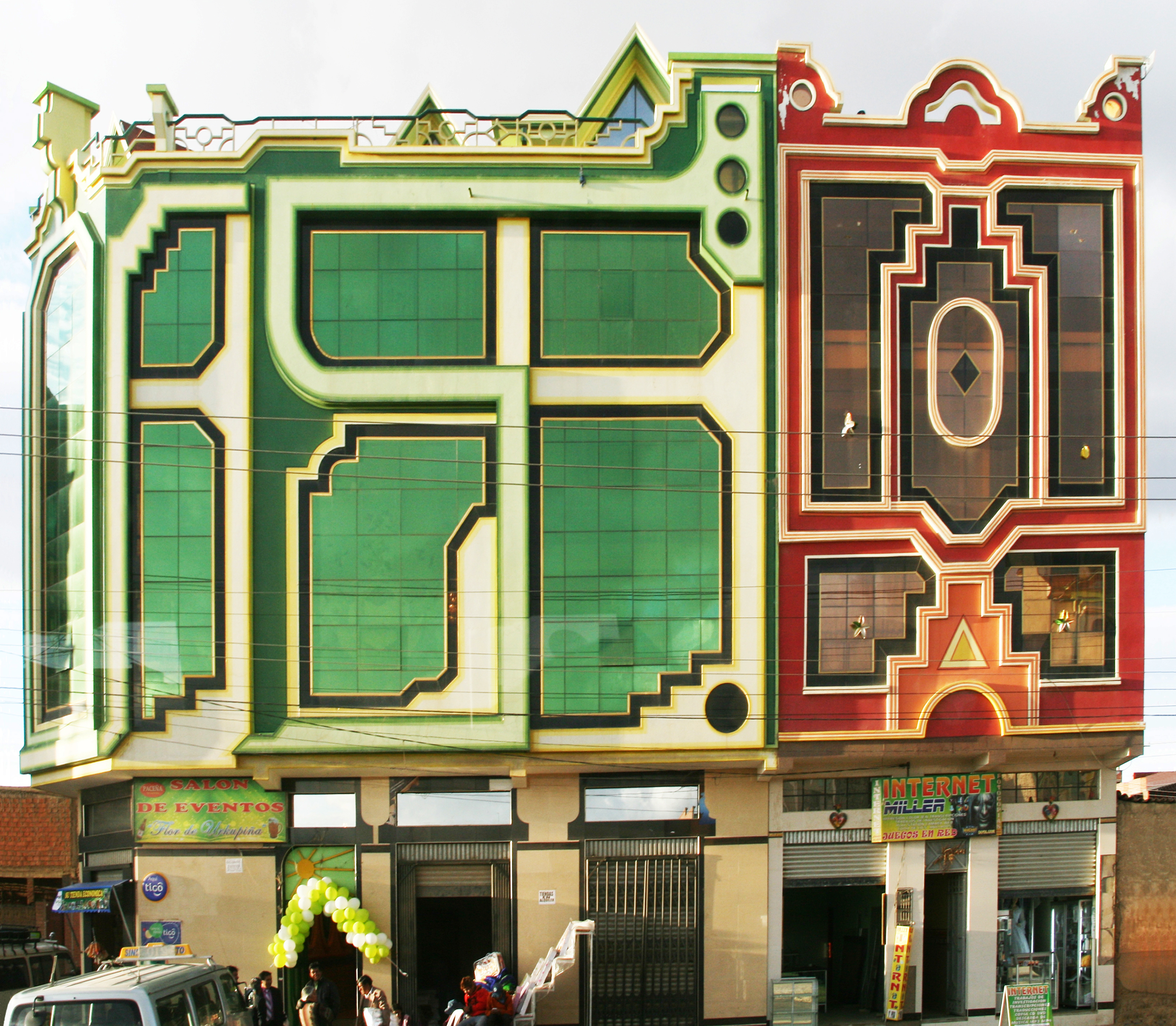
Edificaciones en la ciudad de El Alto

La ciudad de El Alto ha desarrollado una identidad propia en su desarrollo urbano, algunas de sus características son : la existencia de amplios paseos como la Avenida Cívica, y numerosas ciclo vías que responden a la extendida cultura de ciclismo existente en la ciudad.
Las vías son usualmente destinadas temporalmente a la realización de ferias de diferentes características.

#### Arquitectura neoandina

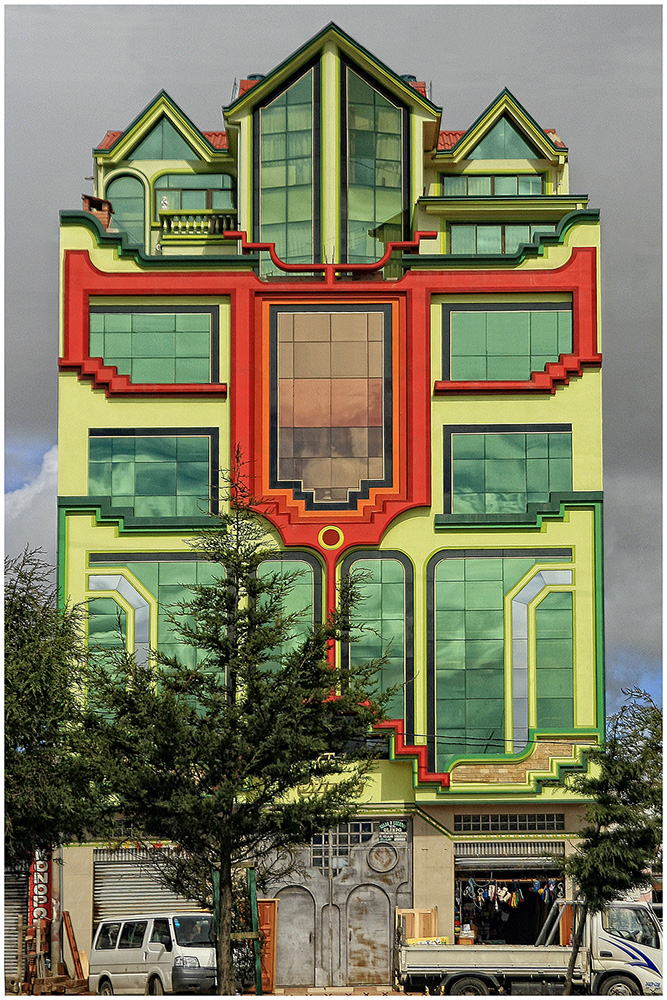
Cholet alteño

A principios de los años 2000 nace en la ciudad de El Alto un nuevo movimiento contemporáneo arquitectónico, orientado a la mezcla del patrimonio cultural boliviano con la arquitectura local; surgen los denominados Cholets símbolo de la nueva prosperidad económica aimara. este surgimiento de una nueva burguesía en la ciudad  impulsó la aparición de estas edificaciones. La palabra cholet es un neologismo acuñado al combinar las palabras chalet y chola. 
Este estilo cuenta entre sus exponentes al arquitecto Freddy Mamani, quien se propuso crear una identidad y estilo arquitectónico totalmente único en el mundo, para poder reflejar de forma ostentosa la cultura nacional y el pueblo aimara boliviano.
Este estilo se ve reflejado en edificios de mediana densidad y programa mixto, comercial y residencial, que reclama sus orígenes en esta ciudad, y ha sido denominada paralelamente  como arquitectura cohetillo, pos-moderna andina, emergente chalets, arquitectura transformer, o como arquitectura neo andina, según la arquitecta italiana Elisabetta Andreoli en Arquitectura andina de Bolivia:

Algunas formas las ha sacado del arte andino. Los tiwanacotas usaban un lenguaje de civilización en sus formas: tejidos, cerámicas y ruinas arquitectónicas. Mamani ocupa la cruz andina, la yuxtaposición diagonal de los planos, la duplicidad, la repetición, el círculo y hace de todo esto un tema de estilización, ésa es su fuente.
Elisabetta Andreoli.

La aparición de esta arquitectura se remonta al menos a la primera década de los años 2000 y supuso un amplio debate en el ámbito académico, tanto en el área de la investigación sobre sus orígenes y evolución, como en el ámbito teórico de la arquitectura en Bolivia.

Este nuevo estilo llamó la atención al mundo entero. Arquitectos, como James Law hablaron al respecto:

“La extraordinaria vitalidad del trabajo de Freddy Mamani está trayendo una nueva conciencia del patrimonio intrínseco de Bolivia a su sociedad y comunidad en El Alto y La Paz”. 

Philippe Grasset, fundador de Grasset Interior Design and Architecture paralelamente afirmó “que los cholets coloridos nos recuerdan que la arquitectura es contextual. Las casas no serían más que una sorpresa kitsch si fueran construidas fuera de la región andina, pero en su contexto cultural original, se convierten en una herramienta para la expresión de la identidad de las personas. (Además de) el beneficio de aumentar el turismo, para mí, la mayor fortaleza del trabajo de Mamani es enviar un nuevo mensaje, algo como: 'Oye, mira, hemos sido marginados durante siglos, pero ahora estamos orgullosos de mostrarle al mundo quiénes somos realmente”.

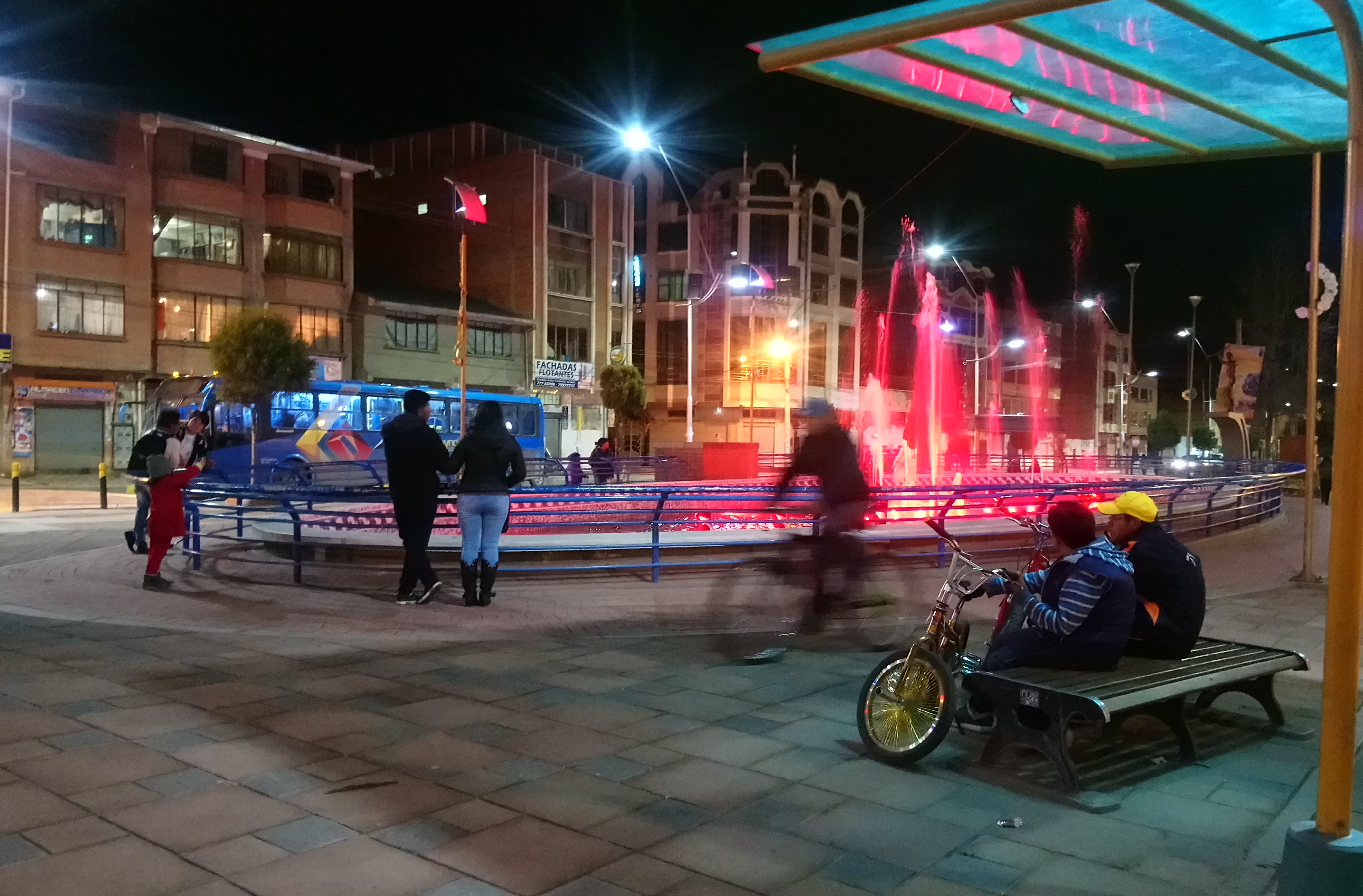
Avenida Cívica en la ciudad de El Alto

### Tecnología
Como parte de la cultura urbana y la transformación de las comunicaciones han surgido en El Alto importantes iniciativas relacionadas con el acceso a Internet que ha permitido la inmersión de los jóvenes de esta ciudad en la cultura global no sólo como consumidores si no participantes activos en la construcción de conocimientos. Entre ellas podemos citar el surgimiento de comunidades articuladas en línea y la generación de propuestas tecnológicas como un dron construido en esta ciudad por Álex Chipana, un veterinario aficionado a la tecnología o un robot acuático diseñado para explorar el lago Titicaca, obra de Ronald Mamani, estudiante de la Universidad Pública de El Alto.